# Campeonatos regionales de fútbol de España
Los campeonatos regionales de fútbol es la denominación genérica que se refiere a una serie de torneos futbolísticos de carácter regional disputados entre clubes de España durante el primer tercio del siglo XX. Comenzaron los primeros de ellos en noviembre de 1903 como un torneo previo clasificatorio para el Campeonato de España, condición que se mantuvo vigente hasta sus disoluciones en 1940.
Funcionaban como ligas territoriales que, en algunos casos, constaban de varias categorías dado el amplio número de equipos participantes. Tenían carácter oficial al ser organizados por las distintas federaciones regionales de España. Gozaban de gran prestigio ya que, además de designar al mejor equipo de cada zona, servían como vía de acceso al Campeonato de España, hoy conocido como Copa de Rey, que entonces era el único torneo de carácter nacional disputado en el país.
A finales de los años 1920 hubo un intento de crear una competición de liga profesional en España que finalmente se materializó en 1928 con el nacimiento del Campeonato de Liga de Primera y Segunda División. Desde entonces, los campeonatos regionales fueron perdiendo importancia al existir dos grandes competiciones a nivel estatal y terminaron por desaparecer. A su vez, aunque diferentes, el cada vez mayor número de clubes en cada región hizo que se fuese ampliando el número de divisiones o categorías hasta llegar a las divisiones regionales, vigentes actualmente, con la diferencia de los campeonatos regionales históricos de que se ubican dentro, y en el sexto nivel, del sistema de ligas de fútbol de España.

## Historia

### Antecedentes y origen
El foot-ball, un deporte aún incipiente y desorganizado a comienzos de los años 1900 en España, veía como empezaban a surgir cuantiosos clubes por todo el territorio nacional. Estos, con el afán de crecer y ser más competitivos, empezaron a organizar diferentes contiendas o concursos en los que se ponía en disputa pequeños obsequios o premios para los vencedores. Con el paso del tiempo se fue haciendo patente la necesidad de estamentos —o en su defecto clubes— que tomasen las riendas organizativas a nivel regional, pues a nivel nacional se antojaba aún difícil.
Así, unos primeros clubes, los decanos de cada región, fueron los que más intercedieron por el desarrollo del fútbol. El Athletic Club en el norte, el Madrid Foot-Ball Club en el centro, y la Football Asociación de Cataluña y posterior Asociación de Clubes de Football de Barcelona por el este, como las tres principales regiones existentes, impulsaron varias contiendas organizadas para los clubes existentes.
Se llegó así al primer antecedente de un campeonato de carácter regional en Cataluña, bajo el nombre de Copa Macaya, disputada entre 1901 y 1903. Este torneo, no obstante, tuvo carácter oficioso ya que estaba organizado por iniciativa privada del club Hispania Athletic Club, a mano de su presidente Alfonso Macaya de quien tomó el nombre. Las discrepancias surgidas dieron con que el Foot-Ball Club Barcelona organizase otro torneo privado, derivando estas primeras contiendas en que en 1904 la Asociación de Fútbol Catalana asumiese la organización de un campeonato regional en Cataluña, denominado como Campeonato de Cataluña. Estas primeras experiencias de la Copa Macaya fueron seguidas por la región centro, que celebró su primer certamen regional oficial al organizar el Campeonato de Madrid de Foot-Ball de 1903 —y que venía precedido del Concurso Madrid de Foot-Ball Association en el que fue un primer intento de competición estatal— y posteriormente seguido por otros como el Campeonato de Galicia —disputado desde 1905—, y el Campeonato Regional del Norte para Vizcaya y Guipúzcoa establecido en 1913 pero con antecedentes anteriores de diversos concursos, destacando los de categorías infantiles.

### Impulso merced al primer campeonato de ámbito nacional
En abril de 1903 el Madrid F. C. promovió y organizó el primer torneo futbolístico de ámbito nacional: el Campeonato de España —hoy Copa del Rey—. Las bases de la competición sólo permitían la participación de un equipo por región, y sin objeciones a esa norma en su primera edición, fue como surgió la idea de que en adelante los campeonatos regionales de Cataluña y Madrid —con varios contendientes— se convirtieron en el modo de elegir un representante de dichas zonas para el torneo nacional. Posteriormente, misma norma fue tomada en el resto de federaciones regionales.
Con la fundación de la Real Federación Española de Fútbol, en 1913, se redactaron unas nuevas bases para el Campeonato de España que instituían, de forma oficial, los campeonatos regionales como paso previo obligatorio para acceder al Campeonato de España. 
Todo ello contribuyó al rápido desarrollo del fútbol regional, con la creación de nuevas federaciones y sus respectivas contiendas, surgiendo así nuevos torneos como el Campeonato Regional del Sur para Andalucía en 1915, el Campeonato Regional de Asturias en 1916, en 1918 el Campeonato Regional de Vizcaya, el Campeonato Regional de Guipúzcoa y el de Levante que aglutinaba a varias regiones, el Campeonato Regional de Valencia en 1919, Aragón y el Campeonato Regional de Cantabria en 1922, el Campeonato Regional de Baleares (desde 1923 como integrante de la Federación Catalana, y desde 1926 como federación independiente), el Campeonato Regional Castellano-Leonés en 1924, Murcia y Canarias en 1925, el Campeonato Regional de Extremadura en 1926, Navarra en 1928 y el Campeonato Regional Hispanomarroquí en 1931, siendo entonces Marruecos territorio bajo protectorado de España.
Siguiendo esta línea de expansión, la temporada 1922-23 se creó el Campeonato de España del Grupo "B" y que se disputó de forma análoga al Campeonato de España-Copa del Rey durante algunos años. Éste contaba con la participación de los campeones regionales de segunda categoría o segunda división de cada estamento regional. Sin embargo el torneo fue suprimido por la propia Federación Española tras cuatro ediciones debido a la poca repercusión.
La importancia alcanzada por las competiciones regionales hizo que a partir de 1926 se ampliase el número de participantes en la Copa del Rey, permitiendo la entrada de los subcampeones regionales en el torneo. No obstante, importantes cambios en el fútbol español a finales de los años veinte con la legalización del profesionalismo y la creación de los campeonatos nacionales de liga de Primera y Segunda División, y posteriormente el de Tercera División, transformaron a los regionales en un sistema previo de competiciones para alcanzar dichas categorías nacionales. Desde entonces se siguieron disputando, aún proclamando a cada campeón regional para el acceso al Campeonato de España hasta su desaparición, carácter que obtuvieron entonces las clasificaciones en las divisiones nacionales, relegando a los torneos regionales a un papel secundario a pesar de tratar de unificarlos por territorios para evitar dicho devenir.

### Reestructuración regional para evitar un patente declive
Es así como a partir de 1931, en un intento por potenciarlos, algunas federaciones vecinas bajo iniciativa de la Federación Española empezaron a organizar torneos conjuntos bajo el nombre de Campeonatos Mancomunados, para finalmente en 1934 llegar a una importante reestructuración de las competiciones en España. El principal problema que se pretendía paliar era el de evitar una monotonía en la que casi los mismos equipos eran los encargados de disputar el Campeonato de España, mientras que había poca oportunidad para aquellos conjuntos pertenecientes a federaciones con menos proyección y federados. Sin embargo, el hecho de unificarlos dio solo con un déficit económico y que se sonstenían en algunos casos merced a uno o dos equipos. Esta sobredimensión y el éxito de las divisiones profesionales del Campeonato de Liga hacían que no hubiese interés por ver qué deparaba un torneo regional.
Consecuencia de ello fue que los clubes hasta entonces considerados de Primera Categoría ganasen en número de partidos disputados y que los de menor categoría se viesen abocados a disputar solo un puñado de partidos durante todo el año, para luego ser innumerables clubes los que optaban a, en algunos casos, sólo tres plazas en las divisiones nacionales. Casos como el campeonato castellano-leonés y el aragonés veían cómo con solo tres contendientes, dos accedían al Campeonato de España, provocando el efecto contrario con el que surgieron a comienzos de siglo, el de que hubiese competitividad, estímulo y a la postre el merecido honor de representar a una región por méritos en un certamen global. De ser la única vía de acceso al Campeonato de España se pasó a un mero trámite carente de competición.
Con la reforma «mancomunada» se pretendía reducir ese trámite para dar más competitividad al haber federaciones regionales conjuntas, y así aumentar su disputa. Se daba así la oportunidad también de que se enfrentasen clubes que hasta entonces no lo habían hecho nunca, y reducir además costes al estar compartidos. La primera categoría daba el acceso al campeonato nacional mientras que los de segunda promocionaban por un puesto en el máximo nivel. La a priori falta de eficacia dio con una prematura reestructuración de la Federación Española en arras de conseguir un estable sistema de competiciones oficiales. El libre albedrío de cada federación regional hizo que no se desarrollase el potencial real de la idea proyectada conviviendo los mancomunados con los clásicos regionales que aún perduraban en algunas zonas por ser suficientemente competitivos y/o rentables en todos los sentidos de la palabra.
La Federación Española aprobó en 1934 la creación de los Campeonatos Superregionales, situados jerárquicamente por encima de los campeonatos regionales tradicionales, quedando integrados por los mejores equipos de cada región y divididos oficialmente en seis demarcaciones territoriales. Siguiendo criterios de proximidad geográfica, se crearon: uno en la zona de Cataluña, otro en Castilla-Aragón, en Asturias-Galicia, Levante, Sur-Oeste y la Copa Vasca. Un total de 30 clubes que conformaban la Primera y Segunda División, que posteriormente se amplió a 36 y que hizo que fuese inviable implantar por no haber fechas para solapar estas competiciones con el Campeonato de España, dando con un nuevo enfoque. Finalmente se dividió a la Segunda División en tres grupos de 8 equipos, la creación de subgrupos en algunas demarcaciones, y que los campeones y subcampeones obtuviesen acceso al nacional. Se pretendía pues potenciar a los clubes más desfavorecidos, y reintegrar a los no clasificados en sus sistemas regionales ocupando así un calendario completo de competición en el que pudieran también obtener un acceso a una fase previa del Campeonato de España, además de una eliminatoria para promocionar a la primera categoría regional, Superregional, y con ello poder acceder a la Segunda División. Así quedaba todo implantado para la que esperaban fuese una manera justa de incentivar a todos los equipos para acceder a la disputa de los torneos nacionales.

“A modo de ejemplo, el Xerez F. C., campeón de Primera Categoría de la Federación Sur, debía enfrentarse al vencedor de la Federación Oeste mientras que el Cartagena F. C. como representante de la Federación de Murcia haría lo mismo con el Nules F. C., campeón de Primera Categoría de Valencia. Los vencedores de la primera eliminatoria, Xerez F. C. y Cartagena F. C. se enfrentaron proclamándose los andaluces campeones de primera categoría de los grupos Valencia-Murcia-Sur-Oeste obteniendo de este modo el ascenso al Campeonato Superregional y a la Segunda División.”

Estos campeonatos sin embargo se vieron detendidos tras apenas un par de años de existencia. En julio de 1936 estalla la guerra civil española y en octubre la Federación Española de Fútbol suspende las competiciones a nivel nacional, pero permitiendo a las federaciones regionales organizar sus propias competiciones oficiales si la situación así lo permite:

El Comité Ejecutivo de la Federación Española de Fútbol ha tomado los siguientes acuerdos:

1º: Suspender la temporada de juego para toda clase de Competiciones oficiales de esta Federación, mientras no se dicten otras disposiciones que dejen sin efecto las presentes.
2º: Autorizar a las Federaciones Regionales para que procedan de igual manera en cuanto a competiciones oficiales que les son propias, y en cuanto a las Superregionales en que estén interesadas, sin perjuicio de que si la situación especial de cada Región permite estimarla de otro modo subsistan aquellas que puedan jugarse, pero en la inteligencia de que, en este caso, será bajo su exclusiva responsabilidad.

Secretario General: Cabot.
Circular de 29 de septiembre de 1936. Federación Española de Fútbol.

Por su parte, en la primavera de 1937, se constituye una FEF paralela en la zona sublevada, presidida por Luciano Urquijo y con sede en San Sebastián que intenta asumir las prerrogativas de la FEF con sede en Madrid aunque entonces dirigida desde la delegación de Barcelona. Se produce así una dualidad federativa, que la FIFA acaba aceptando de forma provisional.
En la zona de Cataluña y Levante, que seguían bajo el control del gobierno republicano, siguieron disputándose los respectivos campeonatos regionales e incluso algunos torneos interregionales como la Liga Mediterránea y la Copa España Libre. Décadas después el Levante UD ha reclamado que la Copa España Libre sea considerada una edición más del Campeonato de España, pero la Real Federación Española de Fútbol ha denegado ese pretendido reconocimiento tras recibir un informe del CIHEFE donde se manifiesta que dicha competición no fue organizada por la FEF.
Mientras que aún sin finalizar el conflicto armado, en la denominada zona nacional, en diciembre de 1937, Urquijo declara que ha dado instrucciones a las federaciones regionales para que organicen campeonatos de esa categoría. La Federación Gallega, que ya había continuado organizando el Campeonato de Galicia durante la temporada 1936-37, vuelve a organizar una nueva edición que recibe el título Copa Cuerpo de Ejército de Galicia, mientras que la Federación Guipuzcoana organiza la Copa Brigadas de Navarra.
La Federación Española decidió reanudar las actividades futbolísticas a nivel nacional con la puesta en marcha de un nuevo torneo en 1939, la Copa del Generalísimo, que posteriormente fue reconocida como una edición más del Campeonato de España. Se clasificaron para tomar parte en este torneo los equipos que habían ganado los torneos regionales que se habían disputado en los últimos meses de la guerra en la zona controlada por los sublevados. Ello fue causa de notables ausencias en el torneo.
Al finalizar la guerra, los campeonatos disputados durante la misma en ambas zonas (sublevada y gubernamental) no fueron anulados, pero no se tuvieron en cuenta para los efectos de ascensos y descensos de categoría (Circular n.º 3 de 12 de agosto de 1939), de la misma manera que la situación legal de las licencias de jugadores retrotrajo a la existente al final de la temporada 1935-36 (Asamblea de la FEF de 22, 23 e 24 de julio de 1939).
Para la temporada 1940/41, el Comité Directivo de la Federación Española de Fútbol presidido por Luis Saura del Pan decidió suprimir de facto todos los campeonatos regionales salvo los de Canarias, excluyendo de participar en los mismos a los equipos participantes en el Campeonato Nacional de Liga y modificando el sistema de clasificación para la Copa de España, que sería otorgada según la posición final alcanzada en la propia Liga. De esta forma los campeonatos regionales se convirtieron en las divisiones regionales de la Liga española. Finalmente, la Asamblea de la Real Federación Española de Fútbol aceptó el ingreso de Canarias en la competición de Liga en junio de 1949, permitiendo el ascenso a Segunda División desde los campeonatos tinerfeño y de Las Palmas.

## Historial
A continuación se listan los diferentes campeones de cada edición correspondiente, desde sus fundaciones hasta la desaparición de los mismos.
Nota: Desglose detallado de cada edición en su artículo correspondiente. Nombres de los equipos según la época.
| Campeonato Regional Centro (1903-40) | Campeonato Regional Centro (1903-40)      | Campeonato Regional Centro (1903-40)      | Campeonato Regional Centro (1903-40) | Campeonato Regional Centro (1903-40) |
| --- | ----------------------------------------- | ----------------------------------------- | ------------------------------------ | ------------------------------------ |
| \| Temporada \| Campeón \| Subcampeón \| \| \| ---------------------------------------------------------- \| ----------------------------------------- \| ----------------------------------------- \| \| \| 1903 \| Moderno F. C.[n. 11] \| Madrid F. C. \| \| \| 1903-04 \| Club Español de Madrid[n. 12][24] \| Moncloa F. C. \| \| \| 1904-05 \| Madrid F. C.[n. 12] \| Moncloa F. C. \| \| \| 1905-06 \| Madrid F. C.[n. 12] \| Internacional F. C. \| \| \| 1906-07 \| Madrid F. C.[n. 13][n. 12] \| Hispania F. C.[n. 14] \| \| \| 1907-08 \| Madrid F. C. \| S. Gimnástica Española \| \| \| 1908-09 \| Español F. C. \| Athletic de Madrid \| \| \| 1909-10 \| S. Gimnástica Española[25] \| Español F. C.[n. 15] \| \| \| 1910-11 \| S. Gimnástica Española[n. 12] \| Madrid F. C. \| \| \| 1911-12 \| S. Gimnástica Española[n. 16][n. 17] \| S. Gimnástica Española[n. 16][n. 17] \| \| \| 1912-13 \| Madrid F. C.[n. 12] \| Athletic de Madrid \| \| \| 1913-14 \| S. Gimnástica Española \| Athletic de Madrid \| \| \| 1914-15 \| Racing Club[25] \| Madrid F. C. \| \| \| 1915-16 \| Madrid F. C. \| Racing Club \| \| \| 1916-17 \| Madrid F. C. \| Athletic de Madrid \| \| \| 1917-18 \| Madrid F. C. \| Athletic de Madrid \| \| \| 1918-19 \| Racing Club \| Madrid F. C. \| \| \| 1919-20 \| Madrid F. C. \| Athletic de Madrid \| \| \| 1920-21 \| Athletic de Madrid \| Racing Club \| \| \| 1921-22 \| Real Madrid F. C. \| Athletic de Madrid \| \| \| 1922-23 \| Real Madrid F. C. \| Athletic de Madrid \| \| \| 1923-24 \| Real Madrid F. C. \| Racing Club \| \| \| 1924-25 \| Athletic de Madrid \| Real Madrid F. C. \| \| \| 1925-26 \| Real Madrid F. C. \| Athletic de Madrid \| \| \| 1926-27 \| Real Madrid F. C. \| Athletic de Madrid \| \| \| 1927-28 \| Athletic de Madrid \| Real Madrid F. C. \| \| \| 1928-29 \| Real Madrid F. C. \| Athletic de Madrid \| \| \| 1929-30 \| Real Madrid F. C. \| Racing Club \| \| \| 1930-31 \| Real Madrid F. C. \| Athletic de Madrid \| \| \| 1931-32 \| Madrid F. C. \| C. D. Madrid[n. 18] \| \| \| 1932-33 \| Madrid F. C. \| Betis Balompié[n. 19] \| \| \| 1933-34 \| Madrid F. C. \| Athletic de Madrid[n. 19] \| \| \| 1934-35 \| Madrid F. C. \| Racing de Santander[n. 20] \| \| \| 1935-36 \| Madrid F. C. \| Zaragoza F. C.[n. 20] \| \| \| 1936-37 \| No disputado por la Guerra Civil Española \| No disputado por la Guerra Civil Española \| \| \| 1937-38 \| No disputado por la Guerra Civil Española \| No disputado por la Guerra Civil Española \| \| \| 1938-39 \| No disputado por la Guerra Civil Española \| No disputado por la Guerra Civil Española \| \| \| 1939-40 \| Athletic-Aviación Club \| Real Madrid F. C.[n. 21] \| \| \| Más laureado: Real Madrid Club de Fútbol* (23 títulos)[26] \| \| \| \| |                                           |                                           |                                      |                                      |
| Temporada | Campeón                                   | Subcampeón                                |                                      |                                      |
| 1903 | Moderno F. C.                             | Madrid F. C.                              |                                      |                                      |
| 1903-04 | Club Español de Madrid                    | Moncloa F. C.                             |                                      |                                      |
| 1904-05 | Madrid F. C.                              | Moncloa F. C.                             |                                      |                                      |
| 1905-06 | Madrid F. C.                              | Internacional F. C.                       |                                      |                                      |
| 1906-07 | Madrid F. C.                              | Hispania F. C.                            |                                      |                                      |
| 1907-08 | Madrid F. C.                              | S. Gimnástica Española                    |                                      |                                      |
| 1908-09 | Español F. C.                             | Athletic de Madrid                        |                                      |                                      |
| 1909-10 | S. Gimnástica Española                    | Español F. C.                             |                                      |                                      |
| 1910-11 | S. Gimnástica Española                    | Madrid F. C.                              |                                      |                                      |
| 1911-12 | S. Gimnástica Española                    | S. Gimnástica Española                    |                                      |                                      |
| 1912-13 | Madrid F. C.                              | Athletic de Madrid                        |                                      |                                      |
| 1913-14 | S. Gimnástica Española                    | Athletic de Madrid                        |                                      |                                      |
| 1914-15 | Racing Club                               | Madrid F. C.                              |                                      |                                      |
| 1915-16 | Madrid F. C.                              | Racing Club                               |                                      |                                      |
| 1916-17 | Madrid F. C.                              | Athletic de Madrid                        |                                      |                                      |
| 1917-18 | Madrid F. C.                              | Athletic de Madrid                        |                                      |                                      |
| 1918-19 | Racing Club                               | Madrid F. C.                              |                                      |                                      |
| 1919-20 | Madrid F. C.                              | Athletic de Madrid                        |                                      |                                      |
| 1920-21 | Athletic de Madrid                        | Racing Club                               |                                      |                                      |
| 1921-22 | Real Madrid F. C.                         | Athletic de Madrid                        |                                      |                                      |
| 1922-23 | Real Madrid F. C.                         | Athletic de Madrid                        |                                      |                                      |
| 1923-24 | Real Madrid F. C.                         | Racing Club                               |                                      |                                      |
| 1924-25 | Athletic de Madrid                        | Real Madrid F. C.                         |                                      |                                      |
| 1925-26 | Real Madrid F. C.                         | Athletic de Madrid                        |                                      |                                      |
| 1926-27 | Real Madrid F. C.                         | Athletic de Madrid                        |                                      |                                      |
| 1927-28 | Athletic de Madrid                        | Real Madrid F. C.                         |                                      |                                      |
| 1928-29 | Real Madrid F. C.                         | Athletic de Madrid                        |                                      |                                      |
| 1929-30 | Real Madrid F. C.                         | Racing Club                               |                                      |                                      |
| 1930-31 | Real Madrid F. C.                         | Athletic de Madrid                        |                                      |                                      |
| 1931-32 | Madrid F. C.                              | C. D. Madrid                              |                                      |                                      |
| 1932-33 | Madrid F. C.                              | Betis Balompié                            |                                      |                                      |
| 1933-34 | Madrid F. C.                              | Athletic de Madrid                        |                                      |                                      |
| 1934-35 | Madrid F. C.                              | Racing de Santander                       |                                      |                                      |
| 1935-36 | Madrid F. C.                              | Zaragoza F. C.                            |                                      |                                      |
| 1936-37 | No disputado por la Guerra Civil Española | No disputado por la Guerra Civil Española |                                      |                                      |
| 1937-38 | No disputado por la Guerra Civil Española | No disputado por la Guerra Civil Española |                                      |                                      |
| 1938-39 | No disputado por la Guerra Civil Española | No disputado por la Guerra Civil Española |                                      |                                      |
| 1939-40 | Athletic-Aviación Club                    | Real Madrid F. C.                         |                                      |                                      |
| Más laureado: Real Madrid Club de Fútbol* (23 títulos) |                                           |                                           |                                      |                                      |

| Temporada                                              | Campeón                                   | Subcampeón                                |  |
| ------------------------------------------------------ | ----------------------------------------- | ----------------------------------------- |  |
| 1903                                                   | Moderno F. C.                             | Madrid F. C.                              |  |
| 1903-04                                                | Club Español de Madrid                    | Moncloa F. C.                             |  |
| 1904-05                                                | Madrid F. C.                              | Moncloa F. C.                             |  |
| 1905-06                                                | Madrid F. C.                              | Internacional F. C.                       |  |
| 1906-07                                                | Madrid F. C.                              | Hispania F. C.                            |  |
| 1907-08                                                | Madrid F. C.                              | S. Gimnástica Española                    |  |
| 1908-09                                                | Español F. C.                             | Athletic de Madrid                        |  |
| 1909-10                                                | S. Gimnástica Española                    | Español F. C.                             |  |
| 1910-11                                                | S. Gimnástica Española                    | Madrid F. C.                              |  |
| 1911-12                                                | S. Gimnástica Española                    | S. Gimnástica Española                    |  |
| 1912-13                                                | Madrid F. C.                              | Athletic de Madrid                        |  |
| 1913-14                                                | S. Gimnástica Española                    | Athletic de Madrid                        |  |
| 1914-15                                                | Racing Club                               | Madrid F. C.                              |  |
| 1915-16                                                | Madrid F. C.                              | Racing Club                               |  |
| 1916-17                                                | Madrid F. C.                              | Athletic de Madrid                        |  |
| 1917-18                                                | Madrid F. C.                              | Athletic de Madrid                        |  |
| 1918-19                                                | Racing Club                               | Madrid F. C.                              |  |
| 1919-20                                                | Madrid F. C.                              | Athletic de Madrid                        |  |
| 1920-21                                                | Athletic de Madrid                        | Racing Club                               |  |
| 1921-22                                                | Real Madrid F. C.                         | Athletic de Madrid                        |  |
| 1922-23                                                | Real Madrid F. C.                         | Athletic de Madrid                        |  |
| 1923-24                                                | Real Madrid F. C.                         | Racing Club                               |  |
| 1924-25                                                | Athletic de Madrid                        | Real Madrid F. C.                         |  |
| 1925-26                                                | Real Madrid F. C.                         | Athletic de Madrid                        |  |
| 1926-27                                                | Real Madrid F. C.                         | Athletic de Madrid                        |  |
| 1927-28                                                | Athletic de Madrid                        | Real Madrid F. C.                         |  |
| 1928-29                                                | Real Madrid F. C.                         | Athletic de Madrid                        |  |
| 1929-30                                                | Real Madrid F. C.                         | Racing Club                               |  |
| 1930-31                                                | Real Madrid F. C.                         | Athletic de Madrid                        |  |
| 1931-32                                                | Madrid F. C.                              | C. D. Madrid                              |  |
| 1932-33                                                | Madrid F. C.                              | Betis Balompié                            |  |
| 1933-34                                                | Madrid F. C.                              | Athletic de Madrid                        |  |
| 1934-35                                                | Madrid F. C.                              | Racing de Santander                       |  |
| 1935-36                                                | Madrid F. C.                              | Zaragoza F. C.                            |  |
| 1936-37                                                | No disputado por la Guerra Civil Española | No disputado por la Guerra Civil Española |  |
| 1937-38                                                | No disputado por la Guerra Civil Española | No disputado por la Guerra Civil Española |  |
| 1938-39                                                | No disputado por la Guerra Civil Española | No disputado por la Guerra Civil Española |  |
| 1939-40                                                | Athletic-Aviación Club                    | Real Madrid F. C.                         |  |
| Más laureado: Real Madrid Club de Fútbol* (23 títulos) |                                           |                                           |  |

| \| Temporada \| Campeón \| Subcampeón \| \| ---------------------------------------------------- \| ----------------------------------------- \| ----------------------------------------- \| \| 1903-04 \| Club Español \| F. C. Internacional \| \| 1904-05 \| F. C. Barcelona \| Club Español \| \| 1905-06 \| F. C. X \| F. C. Internacional \| \| 1906-07 \| F. C. X \| F. C. Barcelona \| \| 1907-08 \| X S. C. \| F. C. Barcelona \| \| 1908-09 \| F. C. Barcelona \| F. C. España \| \| 1909-10 \| F. C. Barcelona \| C. D. Español \| \| 1910-11 \| F. C. Barcelona \| Catalá S. C. \| \| 1911-12 \| C. D. Español \| F. C. España \| \| 1912-13 \| F. C. España \| R. C. D. Español \| \| 1912-13 \| F. C. Barcelona[n. 22] \| F. C. Barcelona C[n. 23] \| \| 1913-14 \| F. C. España \| F. C. Internacional \| \| 1914-15 \| R. C. D. Español \| F. C. Barcelona \| \| 1915-16 \| F. C. Barcelona \| F. C. España \| \| 1916-17 \| F. C. España \| R. C. D. Español \| \| 1917-18 \| R. C. D. Español \| F. C. España \| \| 1918-19 \| F. C. Barcelona[n. 24] \| R. C. D. Español \| \| 1919-20 \| F. C. Barcelona \| C. S. Sabadell F. C. \| \| 1920-21 \| F. C. Barcelona[n. 24] \| C. E. Europa/R. C. D. Español[n. 25] \| \| 1921-22 \| F. C. Barcelona \| C. E. Europa \| \| 1922-23 \| C. E. Europa \| F. C. Barcelona \| \| 1923-24 \| F. C. Barcelona \| C. E. Europa \| \| 1924-25 \| F. C. Barcelona \| R. C. D. Español \| \| 1925-26 \| F. C. Barcelona \| U. E. Sants \| \| 1926-27 \| F. C. Barcelona \| C. D. Europa \| \| 1927-28 \| F. C. Barcelona \| C. D. Europa \| \| 1928-29 \| R. C. D. Español \| C. D. Europa \| \| 1929-30 \| F. C. Barcelona \| R. C. D. Español \| \| 1930-31 \| F. C. Barcelona \| C. S. Sabadell F. C. \| \| 1931-32 \| F. C. Barcelona \| C. D. Español \| \| 1932-33 \| C. D. Español \| F. C. Barcelona \| \| 1933-34 \| C. S. Sabadell F. C. \| C. D. Español \| \| 1934-35 \| F. C. Barcelona \| C. S. Sabadell F. C. \| \| 1935-36 \| F. C. Barcelona \| Badalona E. C. \| \| 1936-37 \| C. D. Español \| F. C. Barcelona \| \| 1937-38 \| F. C. Barcelona \| C. E. Júpiter \| \| 1938-39 \| No disputado por la Guerra Civil Española \| No disputado por la Guerra Civil Española \| \| 1939-40 \| C. D. Español \| Gerona F. C. \| \| Más laureado: Fútbol Club Barcelona (21 títulos)[27] \| \| \| |                                           |                                           |
| Temporada | Campeón                                   | Subcampeón                                |
| 1903-04 | Club Español                              | F. C. Internacional                       |
| 1904-05 | F. C. Barcelona                           | Club Español                              |
| 1905-06 | F. C. X                                   | F. C. Internacional                       |
| 1906-07 | F. C. X                                   | F. C. Barcelona                           |
| 1907-08 | X S. C.                                   | F. C. Barcelona                           |
| 1908-09 | F. C. Barcelona                           | F. C. España                              |
| 1909-10 | F. C. Barcelona                           | C. D. Español                             |
| 1910-11 | F. C. Barcelona                           | Catalá S. C.                              |
| 1911-12 | C. D. Español                             | F. C. España                              |
| 1912-13 | F. C. España                              | R. C. D. Español                          |
| 1912-13 | F. C. Barcelona                           | F. C. Barcelona C                         |
| 1913-14 | F. C. España                              | F. C. Internacional                       |
| 1914-15 | R. C. D. Español                          | F. C. Barcelona                           |
| 1915-16 | F. C. Barcelona                           | F. C. España                              |
| 1916-17 | F. C. España                              | R. C. D. Español                          |
| 1917-18 | R. C. D. Español                          | F. C. España                              |
| 1918-19 | F. C. Barcelona                           | R. C. D. Español                          |
| 1919-20 | F. C. Barcelona                           | C. S. Sabadell F. C.                      |
| 1920-21 | F. C. Barcelona                           | C. E. Europa/R. C. D. Español             |
| 1921-22 | F. C. Barcelona                           | C. E. Europa                              |
| 1922-23 | C. E. Europa                              | F. C. Barcelona                           |
| 1923-24 | F. C. Barcelona                           | C. E. Europa                              |
| 1924-25 | F. C. Barcelona                           | R. C. D. Español                          |
| 1925-26 | F. C. Barcelona                           | U. E. Sants                               |
| 1926-27 | F. C. Barcelona                           | C. D. Europa                              |
| 1927-28 | F. C. Barcelona                           | C. D. Europa                              |
| 1928-29 | R. C. D. Español                          | C. D. Europa                              |
| 1929-30 | F. C. Barcelona                           | R. C. D. Español                          |
| 1930-31 | F. C. Barcelona                           | C. S. Sabadell F. C.                      |
| 1931-32 | F. C. Barcelona                           | C. D. Español                             |
| 1932-33 | C. D. Español                             | F. C. Barcelona                           |
| 1933-34 | C. S. Sabadell F. C.                      | C. D. Español                             |
| 1934-35 | F. C. Barcelona                           | C. S. Sabadell F. C.                      |
| 1935-36 | F. C. Barcelona                           | Badalona E. C.                            |
| 1936-37 | C. D. Español                             | F. C. Barcelona                           |
| 1937-38 | F. C. Barcelona                           | C. E. Júpiter                             |
| 1938-39 | No disputado por la Guerra Civil Española | No disputado por la Guerra Civil Española |
| 1939-40 | C. D. Español                             | Gerona F. C.                              |
| Más laureado: Fútbol Club Barcelona (21 títulos) |                                           |                                           |

| Temporada                                        | Campeón                                   | Subcampeón                                |
| ------------------------------------------------ | ----------------------------------------- | ----------------------------------------- |
| 1903-04                                          | Club Español                              | F. C. Internacional                       |
| 1904-05                                          | F. C. Barcelona                           | Club Español                              |
| 1905-06                                          | F. C. X                                   | F. C. Internacional                       |
| 1906-07                                          | F. C. X                                   | F. C. Barcelona                           |
| 1907-08                                          | X S. C.                                   | F. C. Barcelona                           |
| 1908-09                                          | F. C. Barcelona                           | F. C. España                              |
| 1909-10                                          | F. C. Barcelona                           | C. D. Español                             |
| 1910-11                                          | F. C. Barcelona                           | Catalá S. C.                              |
| 1911-12                                          | C. D. Español                             | F. C. España                              |
| 1912-13                                          | F. C. España                              | R. C. D. Español                          |
| 1912-13                                          | F. C. Barcelona                           | F. C. Barcelona C                         |
| 1913-14                                          | F. C. España                              | F. C. Internacional                       |
| 1914-15                                          | R. C. D. Español                          | F. C. Barcelona                           |
| 1915-16                                          | F. C. Barcelona                           | F. C. España                              |
| 1916-17                                          | F. C. España                              | R. C. D. Español                          |
| 1917-18                                          | R. C. D. Español                          | F. C. España                              |
| 1918-19                                          | F. C. Barcelona                           | R. C. D. Español                          |
| 1919-20                                          | F. C. Barcelona                           | C. S. Sabadell F. C.                      |
| 1920-21                                          | F. C. Barcelona                           | C. E. Europa/R. C. D. Español             |
| 1921-22                                          | F. C. Barcelona                           | C. E. Europa                              |
| 1922-23                                          | C. E. Europa                              | F. C. Barcelona                           |
| 1923-24                                          | F. C. Barcelona                           | C. E. Europa                              |
| 1924-25                                          | F. C. Barcelona                           | R. C. D. Español                          |
| 1925-26                                          | F. C. Barcelona                           | U. E. Sants                               |
| 1926-27                                          | F. C. Barcelona                           | C. D. Europa                              |
| 1927-28                                          | F. C. Barcelona                           | C. D. Europa                              |
| 1928-29                                          | R. C. D. Español                          | C. D. Europa                              |
| 1929-30                                          | F. C. Barcelona                           | R. C. D. Español                          |
| 1930-31                                          | F. C. Barcelona                           | C. S. Sabadell F. C.                      |
| 1931-32                                          | F. C. Barcelona                           | C. D. Español                             |
| 1932-33                                          | C. D. Español                             | F. C. Barcelona                           |
| 1933-34                                          | C. S. Sabadell F. C.                      | C. D. Español                             |
| 1934-35                                          | F. C. Barcelona                           | C. S. Sabadell F. C.                      |
| 1935-36                                          | F. C. Barcelona                           | Badalona E. C.                            |
| 1936-37                                          | C. D. Español                             | F. C. Barcelona                           |
| 1937-38                                          | F. C. Barcelona                           | C. E. Júpiter                             |
| 1938-39                                          | No disputado por la Guerra Civil Española | No disputado por la Guerra Civil Española |
| 1939-40                                          | C. D. Español                             | Gerona F. C.                              |
| Más laureado: Fútbol Club Barcelona (21 títulos) |                                           |                                           |

| \| Temporada \| Campeón \| Subcampeón \| \| ---------------------------------------------------------------------------------------- \| ------------------------------------------- \| ------------------------------------------- \| \| 1905 \| FortunaF. C./Vigo F. C.[n. 25] \| FortunaF. C./Vigo F. C.[n. 25] \| \| 1906 \| Fortuna F. C.[n. 26] \| Vigo F. C. \| \| 1906-07 \| Vigo F. C.[n. 26][n. 27] \| Fortuna F. C. \| \| 1907-08 \| Vigo F. C.[n. 26] \| Sporting Club (Vigo) \| \| 1908-09 \| Real Fortuna F. C.[n. 26][n. 27] \| Vigo F. C./Español FC \| \| 1909-10 \| Real Fortuna F. C./Vigo F. C.[n. 26][n. 28] \| Real Fortuna F. C./Vigo F. C.[n. 26][n. 28] \| \| 1910-11 \| Fortuna de Vigo[n. 26] \| R. C. Coruña[n. 29] \| \| 1911-12 \| Fortuna de Vigo[n. 26] \| Vigo F. C. \| \| 1912-13 \| No disputado \| No disputado \| \| 1913-14 \| Real Vigo S. C. \| Real Fortuna F. C. \| \| 1914-15 \| Real Fortuna F. C. \| Real Vigo S. C. \| \| 1915-16 \| No disputado \| No disputado \| \| 1916-17 \| Real Vigo S. C. \| R. C. Fortuna[n. 27] \| \| 1917-18 \| Real Fortuna F. C. [n. 30] \| C. D. Auténtico F. C. \| \| 1918-19 \| Real Vigo S. C. \| Real Fortuna F. C. \| \| 1919-20 \| Real Vigo S. C. \| R. C. D. La Coruña \| \| 1920-21 \| Real Fortuna F. C. \| Real Vigo S. C. \| \| 1921-22 \| Real Fortuna F. C. \| Pontevedra Athletic \| \| 1922-23 \| Real Vigo S. C. \| Real Fortuna F. C. \| \| 1923-24 \| Club Celta \| Racing Ferrol F. C. \| \| 1924-25 \| R. C. Celta \| R. C. D. La Coruña \| \| 1925-26 \| R. C. Celta \| R. C. D. La Coruña \| \| 1926-27 \| R. C. D. La Coruña \| R. C. Celta \| \| 1927-28 \| R. C. D. La Coruña \| R. C. Celta \| \| 1928-29 \| Racing Ferrol F. C. \| R. C. Celta \| \| 1929-30 \| R. C. Celta \| R. C. D. La Coruña \| \| 1930-31 \| R. C. D. La Coruña \| R. C. Celta \| \| 1931-32 \| Club Celta \| C. D. La Coruña \| \| 1932-33 \| C. D. La Coruña \| Racing Ferrol F. C. \| \| 1933-34 \| Club Celta \| C. D. La Coruña \| \| 1934-35 \| Unión S. C.[n. 31] \| Club Lemos \| \| 1935-36 \| Club Lemos[n. 31] \| Club Coruña \| \| 1936-37 \| C. D. La Coruña \| Club Celta \| \| 1937-38 \| Racing Ferrol F. C. \| Club Celta \| \| 1938-39 \| Racing Ferrol F. C. \| C. D. La Coruña \| \| 1939-40 \| C. D. La Coruña \| F. C. Vigués \| \| Más laureado: Real Club Celta de Vigo y Real Club Deportivo de La Coruña (6 títulos)[28] \| \| \| |                               |                               |
| Temporada | Campeón                       | Subcampeón                    |
| 1905 | FortunaF. C./Vigo F. C.       | FortunaF. C./Vigo F. C.       |
| 1906 | Fortuna F. C.                 | Vigo F. C.                    |
| 1906-07 | Vigo F. C.                    | Fortuna F. C.                 |
| 1907-08 | Vigo F. C.                    | Sporting Club (Vigo)          |
| 1908-09 | Real Fortuna F. C.            | Vigo F. C./Español FC         |
| 1909-10 | Real Fortuna F. C./Vigo F. C. | Real Fortuna F. C./Vigo F. C. |
| 1910-11 | Fortuna de Vigo               | R. C. Coruña                  |
| 1911-12 | Fortuna de Vigo               | Vigo F. C.                    |
| 1912-13 | No disputado                  | No disputado                  |
| 1913-14 | Real Vigo S. C.               | Real Fortuna F. C.            |
| 1914-15 | Real Fortuna F. C.            | Real Vigo S. C.               |
| 1915-16 | No disputado                  | No disputado                  |
| 1916-17 | Real Vigo S. C.               | R. C. Fortuna                 |
| 1917-18 | Real Fortuna F. C.            | C. D. Auténtico F. C.         |
| 1918-19 | Real Vigo S. C.               | Real Fortuna F. C.            |
| 1919-20 | Real Vigo S. C.               | R. C. D. La Coruña            |
| 1920-21 | Real Fortuna F. C.            | Real Vigo S. C.               |
| 1921-22 | Real Fortuna F. C.            | Pontevedra Athletic           |
| 1922-23 | Real Vigo S. C.               | Real Fortuna F. C.            |
| 1923-24 | Club Celta                    | Racing Ferrol F. C.           |
| 1924-25 | R. C. Celta                   | R. C. D. La Coruña            |
| 1925-26 | R. C. Celta                   | R. C. D. La Coruña            |
| 1926-27 | R. C. D. La Coruña            | R. C. Celta                   |
| 1927-28 | R. C. D. La Coruña            | R. C. Celta                   |
| 1928-29 | Racing Ferrol F. C.           | R. C. Celta                   |
| 1929-30 | R. C. Celta                   | R. C. D. La Coruña            |
| 1930-31 | R. C. D. La Coruña            | R. C. Celta                   |
| 1931-32 | Club Celta                    | C. D. La Coruña               |
| 1932-33 | C. D. La Coruña               | Racing Ferrol F. C.           |
| 1933-34 | Club Celta                    | C. D. La Coruña               |
| 1934-35 | Unión S. C.                   | Club Lemos                    |
| 1935-36 | Club Lemos                    | Club Coruña                   |
| 1936-37 | C. D. La Coruña               | Club Celta                    |
| 1937-38 | Racing Ferrol F. C.           | Club Celta                    |
| 1938-39 | Racing Ferrol F. C.           | C. D. La Coruña               |
| 1939-40 | C. D. La Coruña               | F. C. Vigués                  |
| Más laureado: Real Club Celta de Vigo y Real Club Deportivo de La Coruña (6 títulos) |                               |                               |

| Temporada                                                                            | Campeón                       | Subcampeón                    |
| ------------------------------------------------------------------------------------ | ----------------------------- | ----------------------------- |
| 1905                                                                                 | FortunaF. C./Vigo F. C.       | FortunaF. C./Vigo F. C.       |
| 1906                                                                                 | Fortuna F. C.                 | Vigo F. C.                    |
| 1906-07                                                                              | Vigo F. C.                    | Fortuna F. C.                 |
| 1907-08                                                                              | Vigo F. C.                    | Sporting Club (Vigo)          |
| 1908-09                                                                              | Real Fortuna F. C.            | Vigo F. C./Español FC         |
| 1909-10                                                                              | Real Fortuna F. C./Vigo F. C. | Real Fortuna F. C./Vigo F. C. |
| 1910-11                                                                              | Fortuna de Vigo               | R. C. Coruña                  |
| 1911-12                                                                              | Fortuna de Vigo               | Vigo F. C.                    |
| 1912-13                                                                              | No disputado                  | No disputado                  |
| 1913-14                                                                              | Real Vigo S. C.               | Real Fortuna F. C.            |
| 1914-15                                                                              | Real Fortuna F. C.            | Real Vigo S. C.               |
| 1915-16                                                                              | No disputado                  | No disputado                  |
| 1916-17                                                                              | Real Vigo S. C.               | R. C. Fortuna                 |
| 1917-18                                                                              | Real Fortuna F. C.            | C. D. Auténtico F. C.         |
| 1918-19                                                                              | Real Vigo S. C.               | Real Fortuna F. C.            |
| 1919-20                                                                              | Real Vigo S. C.               | R. C. D. La Coruña            |
| 1920-21                                                                              | Real Fortuna F. C.            | Real Vigo S. C.               |
| 1921-22                                                                              | Real Fortuna F. C.            | Pontevedra Athletic           |
| 1922-23                                                                              | Real Vigo S. C.               | Real Fortuna F. C.            |
| 1923-24                                                                              | Club Celta                    | Racing Ferrol F. C.           |
| 1924-25                                                                              | R. C. Celta                   | R. C. D. La Coruña            |
| 1925-26                                                                              | R. C. Celta                   | R. C. D. La Coruña            |
| 1926-27                                                                              | R. C. D. La Coruña            | R. C. Celta                   |
| 1927-28                                                                              | R. C. D. La Coruña            | R. C. Celta                   |
| 1928-29                                                                              | Racing Ferrol F. C.           | R. C. Celta                   |
| 1929-30                                                                              | R. C. Celta                   | R. C. D. La Coruña            |
| 1930-31                                                                              | R. C. D. La Coruña            | R. C. Celta                   |
| 1931-32                                                                              | Club Celta                    | C. D. La Coruña               |
| 1932-33                                                                              | C. D. La Coruña               | Racing Ferrol F. C.           |
| 1933-34                                                                              | Club Celta                    | C. D. La Coruña               |
| 1934-35                                                                              | Unión S. C.                   | Club Lemos                    |
| 1935-36                                                                              | Club Lemos                    | Club Coruña                   |
| 1936-37                                                                              | C. D. La Coruña               | Club Celta                    |
| 1937-38                                                                              | Racing Ferrol F. C.           | Club Celta                    |
| 1938-39                                                                              | Racing Ferrol F. C.           | C. D. La Coruña               |
| 1939-40                                                                              | C. D. La Coruña               | F. C. Vigués                  |
| Más laureado: Real Club Celta de Vigo y Real Club Deportivo de La Coruña (6 títulos) |                               |                               |

| \| Temporada \| Campeón \| Subcampeón \| \| -------------------------------------------------- \| ----------------------------------------- \| ----------------------------------------- \| \| 1911-12 \| Sporting Victoria [n. 32] \| Tenerife S. C.[n. 33] \| \| 1912-13 \| Sporting Victoria [n. 34] \| Tenerife S. C.[n. 33] \| \| 1913-14 \| Tenerife S. C. \| Marino F. C. \| \| 1914-15 \| Tenerife S. C. \| Marino F. C. \| \| 1915-16 \| Tenerife S. C. \| C. D. Porteño \| \| 1916-17 \| Marino F. C. [n. 35] \| Tenerife S. C. \| \| 1917-18 \| No disputado por la Crisis de 1917 \| No disputado por la Crisis de 1917 \| \| 1918-19 \| C. D. Gran Canaria \| Tenerife S. C. \| \| 1919-20 \| No disputado por la Crisis de 1917 \| No disputado por la Crisis de 1917 \| \| 1920-21 \| No disputado por la Crisis de 1917 \| No disputado por la Crisis de 1917 \| \| 1921-22 \| No disputado por la Crisis de 1917 \| No disputado por la Crisis de 1917 \| \| 1922-23 \| Marino F. C. \| C. D. Tenerife \| \| 1923-24 \| Santa Catalina C. F. \| C. D. Tenerife \| \| 1924-25 \| No disputado \| No disputado \| \| 1925-26 \| No disputado \| No disputado \| \| 1926-27 \| R. C. Victoria \| Iberia F. C. \| \| 1927-28 \| R. C. Victoria[n. 36] \| Iberia F. C.[n. 37] \| \| 1928-29 \| Marino F. C. \| C. D. Tenerife? \| \| 1929-30 \| R. C. Victoria \| C. D. Tenerife? \| \| 1930-31 \| Real Unión \| C. D. Tenerife[n. 38] \| \| 1931-32 \| C. D. Tenerife \| Iberia F. C.[n. 38] \| \| 1932-33 \| R. C. Victoria[n. 39] \| C. D. Tenerife \| \| 1933-34 \| C. D. Tenerife \| Marino F. C. \| \| 1934-35 \| C. D. Tenerife \| R. C. Victoria \| \| 1935-36 \| Unión Tenerife \| Marino F. C. \| \| 1936-37 \| No disputado por la Guerra Civil Española \| No disputado por la Guerra Civil Española \| \| 1937-38 \| No disputado por la Guerra Civil Española \| No disputado por la Guerra Civil Española \| \| 1938-39 \| Combinado Tenerife \| Combinado Las Palmas[n. 40] \| \| 1939-40 \| No disputado \| No disputado \| \| 1940-41 \| Athletic Las Palmas/C. D. Tenerife \| Athletic Las Palmas/C. D. Tenerife \| \| 1941-42 \| R. C. Victoria \| Real Unión \| \| 1942-43 \| Marino F. C. \| C. D. Iberia \| \| 1943-44 \| R. C. Victoria \| C. D. Price \| \| 1944-45 \| Marino F. C. \| C. D. Iberia \| \| 1945-46 \| Marino F. C. \| C. D. Tenerife \| \| 1946-47 \| R. C. Victoria \| Real Hespérides C. F. \| \| 1947-48 \| Marino F. C. \| Real Hespérides C. F. \| \| 1948-49 \| R. C. Victoria \| Real Hespérides C. F. \| \| 1949-50 \| No disputado \| No disputado \| \| 1950-51 \| No disputado \| No disputado \| \| 1951-52 \| No disputado \| No disputado \| \| 1952-53 \| No disputado \| No disputado \| \| 1953-54 \| No disputado \| No disputado \| \| 1954-55 \| No disputado \| No disputado \| \| 1955-56 \| No disputado \| No disputado \| \| 1956-57 \| No disputado \| No disputado \| \| 1957-58 \| No disputado \| No disputado \| \| 1958-59 \| No disputado \| No disputado \| \| 1959-60 \| No disputado \| No disputado \| \| 1960-61 \| No disputado \| No disputado \| \| 1961-62 \| No disputado \| No disputado \| \| 1962-63 \| No disputado \| No disputado \| \| 1963-64 \| No disputado \| No disputado \| \| 1964-65 \| No disputado \| No disputado \| \| 1965-66 \| No disputado \| No disputado \| \| 1966-67 \| No disputado \| No disputado \| \| 1967-68 \| No disputado \| No disputado \| \| 1968-69 \| No disputado \| No disputado \| \| 1969-70 \| No disputado \| No disputado \| \| 1970-71 \| No disputado \| No disputado \| \| 1971-72 \| Hespérides F. C. \| U. D. Orotava \| \| 1972-73 \| No disputado \| No disputado \| \| 1973-74 \| No disputado \| No disputado \| \| 1974-75 \| Puerto Cruz C. D. \| Real Artesano C. F. \| \| 1975-76 \| Toscal C. F.[n. 41] \| Real Artesano C. F. \| \| 1976-77 \| Real Unión \| C. D. Firgas \| \| Más laureado: Real Club Victoria (8 títulos) *[29] \| \| \| |                                           |                                           |
| Temporada | Campeón                                   | Subcampeón                                |
| 1911-12 | Sporting Victoria                         | Tenerife S. C.                            |
| 1912-13 | Sporting Victoria                         | Tenerife S. C.                            |
| 1913-14 | Tenerife S. C.                            | Marino F. C.                              |
| 1914-15 | Tenerife S. C.                            | Marino F. C.                              |
| 1915-16 | Tenerife S. C.                            | C. D. Porteño                             |
| 1916-17 | Marino F. C.                              | Tenerife S. C.                            |
| 1917-18 | No disputado por la Crisis de 1917        | No disputado por la Crisis de 1917        |
| 1918-19 | C. D. Gran Canaria                        | Tenerife S. C.                            |
| 1919-20 | No disputado por la Crisis de 1917        | No disputado por la Crisis de 1917        |
| 1920-21 | No disputado por la Crisis de 1917        | No disputado por la Crisis de 1917        |
| 1921-22 | No disputado por la Crisis de 1917        | No disputado por la Crisis de 1917        |
| 1922-23 | Marino F. C.                              | C. D. Tenerife                            |
| 1923-24 | Santa Catalina C. F.                      | C. D. Tenerife                            |
| 1924-25 | No disputado                              | No disputado                              |
| 1925-26 | No disputado                              | No disputado                              |
| 1926-27 | R. C. Victoria                            | Iberia F. C.                              |
| 1927-28 | R. C. Victoria                            | Iberia F. C.                              |
| 1928-29 | Marino F. C.                              | C. D. Tenerife?                           |
| 1929-30 | R. C. Victoria                            | C. D. Tenerife?                           |
| 1930-31 | Real Unión                                | C. D. Tenerife                            |
| 1931-32 | C. D. Tenerife                            | Iberia F. C.                              |
| 1932-33 | R. C. Victoria                            | C. D. Tenerife                            |
| 1933-34 | C. D. Tenerife                            | Marino F. C.                              |
| 1934-35 | C. D. Tenerife                            | R. C. Victoria                            |
| 1935-36 | Unión Tenerife                            | Marino F. C.                              |
| 1936-37 | No disputado por la Guerra Civil Española | No disputado por la Guerra Civil Española |
| 1937-38 | No disputado por la Guerra Civil Española | No disputado por la Guerra Civil Española |
| 1938-39 | Combinado Tenerife                        | Combinado Las Palmas                      |
| 1939-40 | No disputado                              | No disputado                              |
| 1940-41 | Athletic Las Palmas/C. D. Tenerife        | Athletic Las Palmas/C. D. Tenerife        |
| 1941-42 | R. C. Victoria                            | Real Unión                                |
| 1942-43 | Marino F. C.                              | C. D. Iberia                              |
| 1943-44 | R. C. Victoria                            | C. D. Price                               |
| 1944-45 | Marino F. C.                              | C. D. Iberia                              |
| 1945-46 | Marino F. C.                              | C. D. Tenerife                            |
| 1946-47 | R. C. Victoria                            | Real Hespérides C. F.                     |
| 1947-48 | Marino F. C.                              | Real Hespérides C. F.                     |
| 1948-49 | R. C. Victoria                            | Real Hespérides C. F.                     |
| 1949-50 | No disputado                              | No disputado                              |
| 1950-51 | No disputado                              | No disputado                              |
| 1951-52 | No disputado                              | No disputado                              |
| 1952-53 | No disputado                              | No disputado                              |
| 1953-54 | No disputado                              | No disputado                              |
| 1954-55 | No disputado                              | No disputado                              |
| 1955-56 | No disputado                              | No disputado                              |
| 1956-57 | No disputado                              | No disputado                              |
| 1957-58 | No disputado                              | No disputado                              |
| 1958-59 | No disputado                              | No disputado                              |
| 1959-60 | No disputado                              | No disputado                              |
| 1960-61 | No disputado                              | No disputado                              |
| 1961-62 | No disputado                              | No disputado                              |
| 1962-63 | No disputado                              | No disputado                              |
| 1963-64 | No disputado                              | No disputado                              |
| 1964-65 | No disputado                              | No disputado                              |
| 1965-66 | No disputado                              | No disputado                              |
| 1966-67 | No disputado                              | No disputado                              |
| 1967-68 | No disputado                              | No disputado                              |
| 1968-69 | No disputado                              | No disputado                              |
| 1969-70 | No disputado                              | No disputado                              |
| 1970-71 | No disputado                              | No disputado                              |
| 1971-72 | Hespérides F. C.                          | U. D. Orotava                             |
| 1972-73 | No disputado                              | No disputado                              |
| 1973-74 | No disputado                              | No disputado                              |
| 1974-75 | Puerto Cruz C. D.                         | Real Artesano C. F.                       |
| 1975-76 | Toscal C. F.                              | Real Artesano C. F.                       |
| 1976-77 | Real Unión                                | C. D. Firgas                              |
| Más laureado: Real Club Victoria (8 títulos) * |                                           |                                           |

| Temporada                                      | Campeón                                   | Subcampeón                                |
| ---------------------------------------------- | ----------------------------------------- | ----------------------------------------- |
| 1911-12                                        | Sporting Victoria                         | Tenerife S. C.                            |
| 1912-13                                        | Sporting Victoria                         | Tenerife S. C.                            |
| 1913-14                                        | Tenerife S. C.                            | Marino F. C.                              |
| 1914-15                                        | Tenerife S. C.                            | Marino F. C.                              |
| 1915-16                                        | Tenerife S. C.                            | C. D. Porteño                             |
| 1916-17                                        | Marino F. C.                              | Tenerife S. C.                            |
| 1917-18                                        | No disputado por la Crisis de 1917        | No disputado por la Crisis de 1917        |
| 1918-19                                        | C. D. Gran Canaria                        | Tenerife S. C.                            |
| 1919-20                                        | No disputado por la Crisis de 1917        | No disputado por la Crisis de 1917        |
| 1920-21                                        | No disputado por la Crisis de 1917        | No disputado por la Crisis de 1917        |
| 1921-22                                        | No disputado por la Crisis de 1917        | No disputado por la Crisis de 1917        |
| 1922-23                                        | Marino F. C.                              | C. D. Tenerife                            |
| 1923-24                                        | Santa Catalina C. F.                      | C. D. Tenerife                            |
| 1924-25                                        | No disputado                              | No disputado                              |
| 1925-26                                        | No disputado                              | No disputado                              |
| 1926-27                                        | R. C. Victoria                            | Iberia F. C.                              |
| 1927-28                                        | R. C. Victoria                            | Iberia F. C.                              |
| 1928-29                                        | Marino F. C.                              | C. D. Tenerife?                           |
| 1929-30                                        | R. C. Victoria                            | C. D. Tenerife?                           |
| 1930-31                                        | Real Unión                                | C. D. Tenerife                            |
| 1931-32                                        | C. D. Tenerife                            | Iberia F. C.                              |
| 1932-33                                        | R. C. Victoria                            | C. D. Tenerife                            |
| 1933-34                                        | C. D. Tenerife                            | Marino F. C.                              |
| 1934-35                                        | C. D. Tenerife                            | R. C. Victoria                            |
| 1935-36                                        | Unión Tenerife                            | Marino F. C.                              |
| 1936-37                                        | No disputado por la Guerra Civil Española | No disputado por la Guerra Civil Española |
| 1937-38                                        | No disputado por la Guerra Civil Española | No disputado por la Guerra Civil Española |
| 1938-39                                        | Combinado Tenerife                        | Combinado Las Palmas                      |
| 1939-40                                        | No disputado                              | No disputado                              |
| 1940-41                                        | Athletic Las Palmas/C. D. Tenerife        | Athletic Las Palmas/C. D. Tenerife        |
| 1941-42                                        | R. C. Victoria                            | Real Unión                                |
| 1942-43                                        | Marino F. C.                              | C. D. Iberia                              |
| 1943-44                                        | R. C. Victoria                            | C. D. Price                               |
| 1944-45                                        | Marino F. C.                              | C. D. Iberia                              |
| 1945-46                                        | Marino F. C.                              | C. D. Tenerife                            |
| 1946-47                                        | R. C. Victoria                            | Real Hespérides C. F.                     |
| 1947-48                                        | Marino F. C.                              | Real Hespérides C. F.                     |
| 1948-49                                        | R. C. Victoria                            | Real Hespérides C. F.                     |
| 1949-50                                        | No disputado                              | No disputado                              |
| 1950-51                                        | No disputado                              | No disputado                              |
| 1951-52                                        | No disputado                              | No disputado                              |
| 1952-53                                        | No disputado                              | No disputado                              |
| 1953-54                                        | No disputado                              | No disputado                              |
| 1954-55                                        | No disputado                              | No disputado                              |
| 1955-56                                        | No disputado                              | No disputado                              |
| 1956-57                                        | No disputado                              | No disputado                              |
| 1957-58                                        | No disputado                              | No disputado                              |
| 1958-59                                        | No disputado                              | No disputado                              |
| 1959-60                                        | No disputado                              | No disputado                              |
| 1960-61                                        | No disputado                              | No disputado                              |
| 1961-62                                        | No disputado                              | No disputado                              |
| 1962-63                                        | No disputado                              | No disputado                              |
| 1963-64                                        | No disputado                              | No disputado                              |
| 1964-65                                        | No disputado                              | No disputado                              |
| 1965-66                                        | No disputado                              | No disputado                              |
| 1966-67                                        | No disputado                              | No disputado                              |
| 1967-68                                        | No disputado                              | No disputado                              |
| 1968-69                                        | No disputado                              | No disputado                              |
| 1969-70                                        | No disputado                              | No disputado                              |
| 1970-71                                        | No disputado                              | No disputado                              |
| 1971-72                                        | Hespérides F. C.                          | U. D. Orotava                             |
| 1972-73                                        | No disputado                              | No disputado                              |
| 1973-74                                        | No disputado                              | No disputado                              |
| 1974-75                                        | Puerto Cruz C. D.                         | Real Artesano C. F.                       |
| 1975-76                                        | Toscal C. F.                              | Real Artesano C. F.                       |
| 1976-77                                        | Real Unión                                | C. D. Firgas                              |
| Más laureado: Real Club Victoria (8 títulos) * |                                           |                                           |

| \| Temporada \| Campeón \| Subcampeón \| \| ------------------------------------------- \| ---------------- \| -------------------- \| \| 1913-14 \| Athletic Club \| Racing C. de Irún \| \| 1914-15 \| Athletic Club \| Racing C. de Irún \| \| 1915-16 \| Athletic Club \| Real Sociedad \| \| 1916-17 \| Arenas Club \| R. U. C. Irún \| \| 1917-18 \| Athletic Club \| R. U. C. Irún[n. 42] \| \| 1918-19 \| Arenas de Guecho \| Santander R. C. \| \| 1919-20 \| Athletic Club \| Arenas de Guecho \| \| 1920-21 \| Athletic Club \| Arenas de Guecho \| \| 1921-22 \| Arenas de Guecho \| Santander R. C. \| \| Más laureado: Athletic Club (6 títulos)[30] \| \| \| |                  |                   |
| Temporada | Campeón          | Subcampeón        |
| 1913-14 | Athletic Club    | Racing C. de Irún |
| 1914-15 | Athletic Club    | Racing C. de Irún |
| 1915-16 | Athletic Club    | Real Sociedad     |
| 1916-17 | Arenas Club      | R. U. C. Irún     |
| 1917-18 | Athletic Club    | R. U. C. Irún     |
| 1918-19 | Arenas de Guecho | Santander R. C.   |
| 1919-20 | Athletic Club    | Arenas de Guecho  |
| 1920-21 | Athletic Club    | Arenas de Guecho  |
| 1921-22 | Arenas de Guecho | Santander R. C.   |
| Más laureado: Athletic Club (6 títulos) |                  |                   |

| Temporada                               | Campeón          | Subcampeón        |
| --------------------------------------- | ---------------- | ----------------- |
| 1913-14                                 | Athletic Club    | Racing C. de Irún |
| 1914-15                                 | Athletic Club    | Racing C. de Irún |
| 1915-16                                 | Athletic Club    | Real Sociedad     |
| 1916-17                                 | Arenas Club      | R. U. C. Irún     |
| 1917-18                                 | Athletic Club    | R. U. C. Irún     |
| 1918-19                                 | Arenas de Guecho | Santander R. C.   |
| 1919-20                                 | Athletic Club    | Arenas de Guecho  |
| 1920-21                                 | Athletic Club    | Arenas de Guecho  |
| 1921-22                                 | Arenas de Guecho | Santander R. C.   |
| Más laureado: Athletic Club (6 títulos) |                  |                   |

| \| Temporada \| Campeón \| Subcampeón \| \| --------------------------------------------------------- \| ---------------- \| -------------------- \| \| 1934-35 \| Athletic Club \| C. A. Osasuna[n. 43] \| \| 1935-36 \| Arenas de Guecho \| U. C. Irún[n. 43] \| \| Más laureado: Athletic Club y Arenas Club (1 títulos)[30] \| \| \| |                  |               |
| Temporada | Campeón          | Subcampeón    |
| 1934-35 | Athletic Club    | C. A. Osasuna |
| 1935-36 | Arenas de Guecho | U. C. Irún    |
| Más laureado: Athletic Club y Arenas Club (1 títulos) |                  |               |

| Temporada                                             | Campeón          | Subcampeón    |
| ----------------------------------------------------- | ---------------- | ------------- |
| 1934-35                                               | Athletic Club    | C. A. Osasuna |
| 1935-36                                               | Arenas de Guecho | U. C. Irún    |
| Más laureado: Athletic Club y Arenas Club (1 títulos) |                  |               |

| \| Temporada \| Campeón \| Subcampeón \| \| ---------------------------------------- \| ----------------------------------------- \| ----------------------------------------- \| \| 1922-23 \| Athletic Club \| Arenas de Guecho \| \| 1923-24 \| Athletic Club \| Arenas de Guecho \| \| 1924-25 \| Arenas de Guecho \| Athletic Club \| \| 1925-26 \| Athletic Club \| Arenas de Guecho \| \| 1926-27 \| Arenas de Guecho \| Athletic Club \| \| 1927-28 \| Athletic Club \| C. D. Alavés Vitoria \| \| 1928-29 \| Athletic Club \| Arenas de Guecho \| \| 1929-30 \| Deportivo Alavés \| Athletic Club \| \| 1930-31 \| Athletic Club \| Arenas de Guecho \| \| 1931-32 \| Athletic Club \| Arenas de Guecho \| \| 1932-33 \| Athletic Club \| Arenas de Guecho \| \| 1933-34 \| Athletic Club \| Baracaldo CF \| \| 1934-35 \| Disputaron la Copa Vasca \| Disputaron la Copa Vasca \| \| 1935-36 \| Disputaron la Copa Vasca \| Disputaron la Copa Vasca \| \| 1936-37 \| No disputado por la Guerra Civil Española \| No disputado por la Guerra Civil Española \| \| 1937-38 \| No disputado por la Guerra Civil Española \| No disputado por la Guerra Civil Española \| \| 1938-39 \| Bilbao Athletic \| Baracaldo Oriamendi \| \| 1939-40 \| Athletic Club \| SD Erandio \| \| Más laureado: Athletic Club (11 títulos) \| \| \| |                                           |                                           |
| Temporada | Campeón                                   | Subcampeón                                |
| 1922-23 | Athletic Club                             | Arenas de Guecho                          |
| 1923-24 | Athletic Club                             | Arenas de Guecho                          |
| 1924-25 | Arenas de Guecho                          | Athletic Club                             |
| 1925-26 | Athletic Club                             | Arenas de Guecho                          |
| 1926-27 | Arenas de Guecho                          | Athletic Club                             |
| 1927-28 | Athletic Club                             | C. D. Alavés Vitoria                      |
| 1928-29 | Athletic Club                             | Arenas de Guecho                          |
| 1929-30 | Deportivo Alavés                          | Athletic Club                             |
| 1930-31 | Athletic Club                             | Arenas de Guecho                          |
| 1931-32 | Athletic Club                             | Arenas de Guecho                          |
| 1932-33 | Athletic Club                             | Arenas de Guecho                          |
| 1933-34 | Athletic Club                             | Baracaldo CF                              |
| 1934-35 | Disputaron la Copa Vasca                  | Disputaron la Copa Vasca                  |
| 1935-36 | Disputaron la Copa Vasca                  | Disputaron la Copa Vasca                  |
| 1936-37 | No disputado por la Guerra Civil Española | No disputado por la Guerra Civil Española |
| 1937-38 | No disputado por la Guerra Civil Española | No disputado por la Guerra Civil Española |
| 1938-39 | Bilbao Athletic                           | Baracaldo Oriamendi                       |
| 1939-40 | Athletic Club                             | SD Erandio                                |
| Más laureado: Athletic Club (11 títulos) |                                           |                                           |

| Temporada                                | Campeón                                   | Subcampeón                                |
| ---------------------------------------- | ----------------------------------------- | ----------------------------------------- |
| 1922-23                                  | Athletic Club                             | Arenas de Guecho                          |
| 1923-24                                  | Athletic Club                             | Arenas de Guecho                          |
| 1924-25                                  | Arenas de Guecho                          | Athletic Club                             |
| 1925-26                                  | Athletic Club                             | Arenas de Guecho                          |
| 1926-27                                  | Arenas de Guecho                          | Athletic Club                             |
| 1927-28                                  | Athletic Club                             | C. D. Alavés Vitoria                      |
| 1928-29                                  | Athletic Club                             | Arenas de Guecho                          |
| 1929-30                                  | Deportivo Alavés                          | Athletic Club                             |
| 1930-31                                  | Athletic Club                             | Arenas de Guecho                          |
| 1931-32                                  | Athletic Club                             | Arenas de Guecho                          |
| 1932-33                                  | Athletic Club                             | Arenas de Guecho                          |
| 1933-34                                  | Athletic Club                             | Baracaldo CF                              |
| 1934-35                                  | Disputaron la Copa Vasca                  | Disputaron la Copa Vasca                  |
| 1935-36                                  | Disputaron la Copa Vasca                  | Disputaron la Copa Vasca                  |
| 1936-37                                  | No disputado por la Guerra Civil Española | No disputado por la Guerra Civil Española |
| 1937-38                                  | No disputado por la Guerra Civil Española | No disputado por la Guerra Civil Española |
| 1938-39                                  | Bilbao Athletic                           | Baracaldo Oriamendi                       |
| 1939-40                                  | Athletic Club                             | SD Erandio                                |
| Más laureado: Athletic Club (11 títulos) |                                           |                                           |

| \| Temporada \| Campeón \| Subcampeón \| \| --------------------------------------------- \| ------------------------------------------------ \| ------------------------------------------------ \| \| 1918-19 \| Real Sociedad[n. 44] \| C. D. Esperanza \| \| 1919-20 \| R. U. C. Irún \| Real Sociedad \| \| 1920-21 \| R. U. C. Irún \| Real Sociedad \| \| 1921-22 \| R. U. C. Irún \| Real Sociedad \| \| 1922-23 \| Real Sociedad \| R. U. C. Irún \| \| 1923-24 \| R. U. C. Irún \| Real Sociedad \| \| 1924-25 \| Real Sociedad \| R. U. C. Irún \| \| 1925-26 \| R. U. C. Irún \| Real Sociedad \| \| 1926-27 \| Real Sociedad \| R. U. C. Irún \| \| 1927-28 \| R. U. C. Irún \| Real Sociedad \| \| 1928-29 \| Real Sociedad \| C. D. Logroño \| \| 1929-30 \| R. U. C. Irún \| Real Sociedad[n. 45] \| \| 1930-31 \| R. U. C. Irún \| C. D. Logroño[n. 45] \| \| 1931-32 \| Donostia F. C. \| C. D. Logroño[n. 46] \| \| 1932-33 \| Donostia F. C. \| C. D. Logroño[n. 46] \| \| 1933-34 \| C. D. Logroño \| Donostia F. C.[n. 46] \| \| 1934-35 \| Disputaron la Copa Vasca \| Disputaron la Copa Vasca \| \| 1935-36 \| Disputaron la Copa Vasca \| Disputaron la Copa Vasca \| \| 1936-37 \| No disputado por la Guerra Civil Española[n. 47] \| No disputado por la Guerra Civil Española[n. 47] \| \| 1937-38 \| No disputado por la Guerra Civil Española[n. 47] \| No disputado por la Guerra Civil Española[n. 47] \| \| 1938-39 \| Deportivo Alavés \| Donostia F. C. \| \| 1939-40 \| Zaragoza F. C. \| C. A. Osasuna[n. 46] \| \| Más laureado: Real Unión Club (8 títulos)[30] \| \| \| |                                           |                                           |
| Temporada | Campeón                                   | Subcampeón                                |
| 1918-19 | Real Sociedad                             | C. D. Esperanza                           |
| 1919-20 | R. U. C. Irún                             | Real Sociedad                             |
| 1920-21 | R. U. C. Irún                             | Real Sociedad                             |
| 1921-22 | R. U. C. Irún                             | Real Sociedad                             |
| 1922-23 | Real Sociedad                             | R. U. C. Irún                             |
| 1923-24 | R. U. C. Irún                             | Real Sociedad                             |
| 1924-25 | Real Sociedad                             | R. U. C. Irún                             |
| 1925-26 | R. U. C. Irún                             | Real Sociedad                             |
| 1926-27 | Real Sociedad                             | R. U. C. Irún                             |
| 1927-28 | R. U. C. Irún                             | Real Sociedad                             |
| 1928-29 | Real Sociedad                             | C. D. Logroño                             |
| 1929-30 | R. U. C. Irún                             | Real Sociedad                             |
| 1930-31 | R. U. C. Irún                             | C. D. Logroño                             |
| 1931-32 | Donostia F. C.                            | C. D. Logroño                             |
| 1932-33 | Donostia F. C.                            | C. D. Logroño                             |
| 1933-34 | C. D. Logroño                             | Donostia F. C.                            |
| 1934-35 | Disputaron la Copa Vasca                  | Disputaron la Copa Vasca                  |
| 1935-36 | Disputaron la Copa Vasca                  | Disputaron la Copa Vasca                  |
| 1936-37 | No disputado por la Guerra Civil Española | No disputado por la Guerra Civil Española |
| 1937-38 | No disputado por la Guerra Civil Española | No disputado por la Guerra Civil Española |
| 1938-39 | Deportivo Alavés                          | Donostia F. C.                            |
| 1939-40 | Zaragoza F. C.                            | C. A. Osasuna                             |
| Más laureado: Real Unión Club (8 títulos) |                                           |                                           |

| Temporada                                 | Campeón                                   | Subcampeón                                |
| ----------------------------------------- | ----------------------------------------- | ----------------------------------------- |
| 1918-19                                   | Real Sociedad                             | C. D. Esperanza                           |
| 1919-20                                   | R. U. C. Irún                             | Real Sociedad                             |
| 1920-21                                   | R. U. C. Irún                             | Real Sociedad                             |
| 1921-22                                   | R. U. C. Irún                             | Real Sociedad                             |
| 1922-23                                   | Real Sociedad                             | R. U. C. Irún                             |
| 1923-24                                   | R. U. C. Irún                             | Real Sociedad                             |
| 1924-25                                   | Real Sociedad                             | R. U. C. Irún                             |
| 1925-26                                   | R. U. C. Irún                             | Real Sociedad                             |
| 1926-27                                   | Real Sociedad                             | R. U. C. Irún                             |
| 1927-28                                   | R. U. C. Irún                             | Real Sociedad                             |
| 1928-29                                   | Real Sociedad                             | C. D. Logroño                             |
| 1929-30                                   | R. U. C. Irún                             | Real Sociedad                             |
| 1930-31                                   | R. U. C. Irún                             | C. D. Logroño                             |
| 1931-32                                   | Donostia F. C.                            | C. D. Logroño                             |
| 1932-33                                   | Donostia F. C.                            | C. D. Logroño                             |
| 1933-34                                   | C. D. Logroño                             | Donostia F. C.                            |
| 1934-35                                   | Disputaron la Copa Vasca                  | Disputaron la Copa Vasca                  |
| 1935-36                                   | Disputaron la Copa Vasca                  | Disputaron la Copa Vasca                  |
| 1936-37                                   | No disputado por la Guerra Civil Española | No disputado por la Guerra Civil Española |
| 1937-38                                   | No disputado por la Guerra Civil Española | No disputado por la Guerra Civil Española |
| 1938-39                                   | Deportivo Alavés                          | Donostia F. C.                            |
| 1939-40                                   | Zaragoza F. C.                            | C. A. Osasuna                             |
| Más laureado: Real Unión Club (8 títulos) |                                           |                                           |

| \| Temporada \| Campeón \| Subcampeón \| \| --------------------------------------------------- \| ------------------------------------------------------------- \| ------------------------------------------------------------- \| \| 1928-29 \| C. A. Osasuna \| C. A. Aurora \| \| 1929-30 \| No disputado \| No disputado \| \| 1930-31 \| Disputaron el Campeonato Mancomunado Guipúzcoa-Navarra \| Disputaron el Campeonato Mancomunado Guipúzcoa-Navarra \| \| 1931-32 \| Disputaron el Campeonato Mancomunado Guipúzcoa-Navarra \| Disputaron el Campeonato Mancomunado Guipúzcoa-Navarra \| \| 1932-33 \| Disputaron el Campeonato Mancomunado Guipúzcoa-Navarra-Aragón \| Disputaron el Campeonato Mancomunado Guipúzcoa-Navarra-Aragón \| \| 1933-34 \| Disputaron el Campeonato Mancomunado Guipúzcoa-Navarra-Aragón \| Disputaron el Campeonato Mancomunado Guipúzcoa-Navarra-Aragón \| \| 1934-35 \| Disputaron la Copa Vasca \| Disputaron la Copa Vasca \| \| 1935-36 \| Disputaron la Copa Vasca \| Disputaron la Copa Vasca \| \| 1936-37 \| No disputado por la Guerra Civil Española \| No disputado por la Guerra Civil Española \| \| 1937-38 \| No disputado por la Guerra Civil Española \| No disputado por la Guerra Civil Española \| \| 1938-39 \| C. A. Osasuna \| ? \| \| 1939-40 \| Disputaron el Campeonato Mancomunado Guipúzcoa-Navarra-Aragón \| Disputaron el Campeonato Mancomunado Guipúzcoa-Navarra-Aragón \| \| Más laureado: Club Atlético Osasuna (2 títulos)[30] \| \| \| |                                                               |                                                               |
| Temporada | Campeón                                                       | Subcampeón                                                    |
| 1928-29 | C. A. Osasuna                                                 | C. A. Aurora                                                  |
| 1929-30 | No disputado                                                  | No disputado                                                  |
| 1930-31 | Disputaron el Campeonato Mancomunado Guipúzcoa-Navarra        | Disputaron el Campeonato Mancomunado Guipúzcoa-Navarra        |
| 1931-32 | Disputaron el Campeonato Mancomunado Guipúzcoa-Navarra        | Disputaron el Campeonato Mancomunado Guipúzcoa-Navarra        |
| 1932-33 | Disputaron el Campeonato Mancomunado Guipúzcoa-Navarra-Aragón | Disputaron el Campeonato Mancomunado Guipúzcoa-Navarra-Aragón |
| 1933-34 | Disputaron el Campeonato Mancomunado Guipúzcoa-Navarra-Aragón | Disputaron el Campeonato Mancomunado Guipúzcoa-Navarra-Aragón |
| 1934-35 | Disputaron la Copa Vasca                                      | Disputaron la Copa Vasca                                      |
| 1935-36 | Disputaron la Copa Vasca                                      | Disputaron la Copa Vasca                                      |
| 1936-37 | No disputado por la Guerra Civil Española                     | No disputado por la Guerra Civil Española                     |
| 1937-38 | No disputado por la Guerra Civil Española                     | No disputado por la Guerra Civil Española                     |
| 1938-39 | C. A. Osasuna                                                 | ?                                                             |
| 1939-40 | Disputaron el Campeonato Mancomunado Guipúzcoa-Navarra-Aragón | Disputaron el Campeonato Mancomunado Guipúzcoa-Navarra-Aragón |
| Más laureado: Club Atlético Osasuna (2 títulos) |                                                               |                                                               |

| Temporada                                       | Campeón                                                       | Subcampeón                                                    |
| ----------------------------------------------- | ------------------------------------------------------------- | ------------------------------------------------------------- |
| 1928-29                                         | C. A. Osasuna                                                 | C. A. Aurora                                                  |
| 1929-30                                         | No disputado                                                  | No disputado                                                  |
| 1930-31                                         | Disputaron el Campeonato Mancomunado Guipúzcoa-Navarra        | Disputaron el Campeonato Mancomunado Guipúzcoa-Navarra        |
| 1931-32                                         | Disputaron el Campeonato Mancomunado Guipúzcoa-Navarra        | Disputaron el Campeonato Mancomunado Guipúzcoa-Navarra        |
| 1932-33                                         | Disputaron el Campeonato Mancomunado Guipúzcoa-Navarra-Aragón | Disputaron el Campeonato Mancomunado Guipúzcoa-Navarra-Aragón |
| 1933-34                                         | Disputaron el Campeonato Mancomunado Guipúzcoa-Navarra-Aragón | Disputaron el Campeonato Mancomunado Guipúzcoa-Navarra-Aragón |
| 1934-35                                         | Disputaron la Copa Vasca                                      | Disputaron la Copa Vasca                                      |
| 1935-36                                         | Disputaron la Copa Vasca                                      | Disputaron la Copa Vasca                                      |
| 1936-37                                         | No disputado por la Guerra Civil Española                     | No disputado por la Guerra Civil Española                     |
| 1937-38                                         | No disputado por la Guerra Civil Española                     | No disputado por la Guerra Civil Española                     |
| 1938-39                                         | C. A. Osasuna                                                 | ?                                                             |
| 1939-40                                         | Disputaron el Campeonato Mancomunado Guipúzcoa-Navarra-Aragón | Disputaron el Campeonato Mancomunado Guipúzcoa-Navarra-Aragón |
| Más laureado: Club Atlético Osasuna (2 títulos) |                                                               |                                                               |

| \| Temporada \| Campeón \| Subcampeón \| \| -------------------------------------------------- \| -------------------------------------------------- \| -------------------------------------------------- \| \| 1909-10 \| R. C. Recreativo de Huelva \| \| \| 1910-11 \| R. C. Recreativo de Huelva \| \| \| 1911-12 \| R. C. Recreativo de Huelva \| Sevilla F. C. \| \| 1912-13 \| \| \| \| 1913-14 \| \| \| \| 1914-15 \| \| \| \| 1915-16 \| Español F. C. \| Sevilla F. C. \| \| 1916-17 \| Sevilla F. C. \| R. C. Recreativo de Huelva \| \| 1917-18 \| R. C. Recreativo de Huelva[n. 48] \| Sevilla F. C. \| \| 1918-19 \| Sevilla F. C. \| R. C. Recreativo de Huelva \| \| 1919-20 \| Sevilla F. C. \| Real Betis Balompié \| \| 1920-21 \| Sevilla F. C. \| Real Betis Balompié \| \| 1921-22 \| Sevilla F. C. \| Español F. C.[n. 49] \| \| 1922-23 \| Sevilla F. C. \| Real Betis Balompié \| \| 1923-24 \| Sevilla F. C. \| Real Betis Balompié \| \| 1924-25 \| Sevilla F. C. \| Real Betis Balompié \| \| 1925-26 \| Sevilla F. C. \| Real Betis Balompié \| \| 1926-27 \| Sevilla F. C. \| Real Betis Balompié \| \| 1927-28 \| Real Betis Balompié \| Sevilla F. C. \| \| 1928-29 \| Sevilla F. C. \| Real Betis Balompié \| \| 1929-30 \| Sevilla F. C. \| Real Betis Balompié \| \| 1930-31 \| Sevilla F. C. \| Betis Balompié \| \| 1931-32 \| Sevilla F. C. \| Betis Balompié \| \| 1932-33 \| Disputaron el Campeonato Mancomunado Castilla-Sur \| Disputaron el Campeonato Mancomunado Castilla-Sur \| \| 1933-34 \| Disputaron el Campeonato Mancomunado Castilla-Sur \| Disputaron el Campeonato Mancomunado Castilla-Sur \| \| 1934-35 \| Disputaron el Campeonato Supraregional Levante-Sur \| Disputaron el Campeonato Supraregional Levante-Sur \| \| 1935-36 \| Sevilla F. C. \| Xerez F. C. \| \| 1936-37 \| No disputado por la Guerra Civil Española \| No disputado por la Guerra Civil Española \| \| 1937-38 \| No disputado por la Guerra Civil Española \| No disputado por la Guerra Civil Española \| \| 1938-39 \| Sevilla F. C. \| Betis Balompié \| \| 1939-40 \| Sevilla F. C. \| Betis Balompié \| \| Más laureado: Sevilla Fútbol Club (17 títulos)[31] \| \| \| |                                                    |                                                    |
| Temporada | Campeón                                            | Subcampeón                                         |
| 1909-10 | R. C. Recreativo de Huelva                         |                                                    |
| 1910-11 | R. C. Recreativo de Huelva                         |                                                    |
| 1911-12 | R. C. Recreativo de Huelva                         | Sevilla F. C.                                      |
| 1912-13 |                                                    |                                                    |
| 1913-14 |                                                    |                                                    |
| 1914-15 |                                                    |                                                    |
| 1915-16 | Español F. C.                                      | Sevilla F. C.                                      |
| 1916-17 | Sevilla F. C.                                      | R. C. Recreativo de Huelva                         |
| 1917-18 | R. C. Recreativo de Huelva                         | Sevilla F. C.                                      |
| 1918-19 | Sevilla F. C.                                      | R. C. Recreativo de Huelva                         |
| 1919-20 | Sevilla F. C.                                      | Real Betis Balompié                                |
| 1920-21 | Sevilla F. C.                                      | Real Betis Balompié                                |
| 1921-22 | Sevilla F. C.                                      | Español F. C.                                      |
| 1922-23 | Sevilla F. C.                                      | Real Betis Balompié                                |
| 1923-24 | Sevilla F. C.                                      | Real Betis Balompié                                |
| 1924-25 | Sevilla F. C.                                      | Real Betis Balompié                                |
| 1925-26 | Sevilla F. C.                                      | Real Betis Balompié                                |
| 1926-27 | Sevilla F. C.                                      | Real Betis Balompié                                |
| 1927-28 | Real Betis Balompié                                | Sevilla F. C.                                      |
| 1928-29 | Sevilla F. C.                                      | Real Betis Balompié                                |
| 1929-30 | Sevilla F. C.                                      | Real Betis Balompié                                |
| 1930-31 | Sevilla F. C.                                      | Betis Balompié                                     |
| 1931-32 | Sevilla F. C.                                      | Betis Balompié                                     |
| 1932-33 | Disputaron el Campeonato Mancomunado Castilla-Sur  | Disputaron el Campeonato Mancomunado Castilla-Sur  |
| 1933-34 | Disputaron el Campeonato Mancomunado Castilla-Sur  | Disputaron el Campeonato Mancomunado Castilla-Sur  |
| 1934-35 | Disputaron el Campeonato Supraregional Levante-Sur | Disputaron el Campeonato Supraregional Levante-Sur |
| 1935-36 | Sevilla F. C.                                      | Xerez F. C.                                        |
| 1936-37 | No disputado por la Guerra Civil Española          | No disputado por la Guerra Civil Española          |
| 1937-38 | No disputado por la Guerra Civil Española          | No disputado por la Guerra Civil Española          |
| 1938-39 | Sevilla F. C.                                      | Betis Balompié                                     |
| 1939-40 | Sevilla F. C.                                      | Betis Balompié                                     |
| Más laureado: Sevilla Fútbol Club (17 títulos) |                                                    |                                                    |

| Temporada                                      | Campeón                                            | Subcampeón                                         |
| ---------------------------------------------- | -------------------------------------------------- | -------------------------------------------------- |
| 1909-10                                        | R. C. Recreativo de Huelva                         |                                                    |
| 1910-11                                        | R. C. Recreativo de Huelva                         |                                                    |
| 1911-12                                        | R. C. Recreativo de Huelva                         | Sevilla F. C.                                      |
| 1912-13                                        |                                                    |                                                    |
| 1913-14                                        |                                                    |                                                    |
| 1914-15                                        |                                                    |                                                    |
| 1915-16                                        | Español F. C.                                      | Sevilla F. C.                                      |
| 1916-17                                        | Sevilla F. C.                                      | R. C. Recreativo de Huelva                         |
| 1917-18                                        | R. C. Recreativo de Huelva                         | Sevilla F. C.                                      |
| 1918-19                                        | Sevilla F. C.                                      | R. C. Recreativo de Huelva                         |
| 1919-20                                        | Sevilla F. C.                                      | Real Betis Balompié                                |
| 1920-21                                        | Sevilla F. C.                                      | Real Betis Balompié                                |
| 1921-22                                        | Sevilla F. C.                                      | Español F. C.                                      |
| 1922-23                                        | Sevilla F. C.                                      | Real Betis Balompié                                |
| 1923-24                                        | Sevilla F. C.                                      | Real Betis Balompié                                |
| 1924-25                                        | Sevilla F. C.                                      | Real Betis Balompié                                |
| 1925-26                                        | Sevilla F. C.                                      | Real Betis Balompié                                |
| 1926-27                                        | Sevilla F. C.                                      | Real Betis Balompié                                |
| 1927-28                                        | Real Betis Balompié                                | Sevilla F. C.                                      |
| 1928-29                                        | Sevilla F. C.                                      | Real Betis Balompié                                |
| 1929-30                                        | Sevilla F. C.                                      | Real Betis Balompié                                |
| 1930-31                                        | Sevilla F. C.                                      | Betis Balompié                                     |
| 1931-32                                        | Sevilla F. C.                                      | Betis Balompié                                     |
| 1932-33                                        | Disputaron el Campeonato Mancomunado Castilla-Sur  | Disputaron el Campeonato Mancomunado Castilla-Sur  |
| 1933-34                                        | Disputaron el Campeonato Mancomunado Castilla-Sur  | Disputaron el Campeonato Mancomunado Castilla-Sur  |
| 1934-35                                        | Disputaron el Campeonato Supraregional Levante-Sur | Disputaron el Campeonato Supraregional Levante-Sur |
| 1935-36                                        | Sevilla F. C.                                      | Xerez F. C.                                        |
| 1936-37                                        | No disputado por la Guerra Civil Española          | No disputado por la Guerra Civil Española          |
| 1937-38                                        | No disputado por la Guerra Civil Española          | No disputado por la Guerra Civil Española          |
| 1938-39                                        | Sevilla F. C.                                      | Betis Balompié                                     |
| 1939-40                                        | Sevilla F. C.                                      | Betis Balompié                                     |
| Más laureado: Sevilla Fútbol Club (17 títulos) |                                                    |                                                    |

| \| Temporada \| Campeón \| Subcampeón \| \| ----------------------------------------------------- \| ----------------------------------------- \| ----------------------------------------- \| \| 1916-17 \| R. S. Gijón \| Stadium Club Avilesino \| \| 1917-18 \| R. S. Gijón \| — \| \| 1918-19 \| R. S. Gijón \| U. D. Racing \| \| 1919-20 \| R. S. Gijón \| R. S. C. Ovetense \| \| 1920-21 \| R. S. Gijón \| U. D. Racing \| \| 1921-22 \| R. S. Gijón \| U. D. Racing \| \| 1922-23 \| R. S. Gijón \| R. S. C. Ovetense \| \| 1923-24 \| R. S. Gijón \| C. D. Oviedo \| \| 1924-25 \| R. S. C. Ovetense \| R. S. Gijón \| \| 1925-26 \| R. S. Gijón \| Club Fortuna \| \| 1926-27 \| R. S. Gijón \| Club Fortuna \| \| 1927-28 \| Real Oviedo \| R. C. Sama \| \| 1928-29 \| Real Oviedo \| R. S. Gijón \| \| 1929-30 \| R. S. Gijón \| Real Oviedo \| \| 1930-31 \| R. S. Gijón \| Real Oviedo \| \| 1931-32 \| Oviedo F. C. \| R. S. Gijón[n. 50] \| \| 1932-33 \| Oviedo F. C. \| R. S. Gijón \| \| 1933-34 \| Oviedo F. C. \| R. S. Gijón \| \| 1934-35 \| Oviedo F. C. \| R. S. Gijón \| \| 1935-36 \| Oviedo F. C. \| Unión S. C.[n. 51] \| \| 1936-37 \| No disputado por la Guerra Civil Española \| No disputado por la Guerra Civil Española \| \| 1937-38 \| No disputado por la Guerra Civil Española \| No disputado por la Guerra Civil Española \| \| 1938-39 \| No disputado por la Guerra Civil Española \| No disputado por la Guerra Civil Española \| \| 1939-40 \| R. S. Gijón \| Sportiva Ovetense \| \| Más laureado: Real Sporting de Gijón (13 títulos)[32] \| \| \| |                                           |                                           |
| Temporada | Campeón                                   | Subcampeón                                |
| 1916-17 | R. S. Gijón                               | Stadium Club Avilesino                    |
| 1917-18 | R. S. Gijón                               | —                                         |
| 1918-19 | R. S. Gijón                               | U. D. Racing                              |
| 1919-20 | R. S. Gijón                               | R. S. C. Ovetense                         |
| 1920-21 | R. S. Gijón                               | U. D. Racing                              |
| 1921-22 | R. S. Gijón                               | U. D. Racing                              |
| 1922-23 | R. S. Gijón                               | R. S. C. Ovetense                         |
| 1923-24 | R. S. Gijón                               | C. D. Oviedo                              |
| 1924-25 | R. S. C. Ovetense                         | R. S. Gijón                               |
| 1925-26 | R. S. Gijón                               | Club Fortuna                              |
| 1926-27 | R. S. Gijón                               | Club Fortuna                              |
| 1927-28 | Real Oviedo                               | R. C. Sama                                |
| 1928-29 | Real Oviedo                               | R. S. Gijón                               |
| 1929-30 | R. S. Gijón                               | Real Oviedo                               |
| 1930-31 | R. S. Gijón                               | Real Oviedo                               |
| 1931-32 | Oviedo F. C.                              | R. S. Gijón                               |
| 1932-33 | Oviedo F. C.                              | R. S. Gijón                               |
| 1933-34 | Oviedo F. C.                              | R. S. Gijón                               |
| 1934-35 | Oviedo F. C.                              | R. S. Gijón                               |
| 1935-36 | Oviedo F. C.                              | Unión S. C.                               |
| 1936-37 | No disputado por la Guerra Civil Española | No disputado por la Guerra Civil Española |
| 1937-38 | No disputado por la Guerra Civil Española | No disputado por la Guerra Civil Española |
| 1938-39 | No disputado por la Guerra Civil Española | No disputado por la Guerra Civil Española |
| 1939-40 | R. S. Gijón                               | Sportiva Ovetense                         |
| Más laureado: Real Sporting de Gijón (13 títulos) |                                           |                                           |

| Temporada                                         | Campeón                                   | Subcampeón                                |
| ------------------------------------------------- | ----------------------------------------- | ----------------------------------------- |
| 1916-17                                           | R. S. Gijón                               | Stadium Club Avilesino                    |
| 1917-18                                           | R. S. Gijón                               | —                                         |
| 1918-19                                           | R. S. Gijón                               | U. D. Racing                              |
| 1919-20                                           | R. S. Gijón                               | R. S. C. Ovetense                         |
| 1920-21                                           | R. S. Gijón                               | U. D. Racing                              |
| 1921-22                                           | R. S. Gijón                               | U. D. Racing                              |
| 1922-23                                           | R. S. Gijón                               | R. S. C. Ovetense                         |
| 1923-24                                           | R. S. Gijón                               | C. D. Oviedo                              |
| 1924-25                                           | R. S. C. Ovetense                         | R. S. Gijón                               |
| 1925-26                                           | R. S. Gijón                               | Club Fortuna                              |
| 1926-27                                           | R. S. Gijón                               | Club Fortuna                              |
| 1927-28                                           | Real Oviedo                               | R. C. Sama                                |
| 1928-29                                           | Real Oviedo                               | R. S. Gijón                               |
| 1929-30                                           | R. S. Gijón                               | Real Oviedo                               |
| 1930-31                                           | R. S. Gijón                               | Real Oviedo                               |
| 1931-32                                           | Oviedo F. C.                              | R. S. Gijón                               |
| 1932-33                                           | Oviedo F. C.                              | R. S. Gijón                               |
| 1933-34                                           | Oviedo F. C.                              | R. S. Gijón                               |
| 1934-35                                           | Oviedo F. C.                              | R. S. Gijón                               |
| 1935-36                                           | Oviedo F. C.                              | Unión S. C.                               |
| 1936-37                                           | No disputado por la Guerra Civil Española | No disputado por la Guerra Civil Española |
| 1937-38                                           | No disputado por la Guerra Civil Española | No disputado por la Guerra Civil Española |
| 1938-39                                           | No disputado por la Guerra Civil Española | No disputado por la Guerra Civil Española |
| 1939-40                                           | R. S. Gijón                               | Sportiva Ovetense                         |
| Más laureado: Real Sporting de Gijón (13 títulos) |                                           |                                           |

| \| Temporada \| Campeón \| Subcampeón \| \| ----------------------------------------------------- \| ------------------------------------------------------------- \| ------------------------------------------------------------- \| \| 1918-19 \| C. D. Aguileño[n. 52] \| España de Valencia F. C. / ¿Gimnástico F. C.? \| \| 1919-20 \| No otorgado. Contendientes Gimnástico F. C. y Cartagena F. C. \| No otorgado. Contendientes Gimnástico F. C. y Cartagena F. C. \| \| 1920-21 \| Levante de Murcia F. C. \| Cervantes F. C. / Gimnástico F. C. \| \| 1921-22 \| España de Valencia F. C. \| Levante de Murcia F. C. \| \| 1922-23 \| Valencia F. C. \| Murcia F. C. \| \| 1923-24 \| C. N. Alicante \| Gimnástico F. C. \| \| 1924-25 \| Valencia F. C. \| C. D. Castellón \| \| 1925-26 \| No disputado por la supresión de la Federación Levantina \| No disputado por la supresión de la Federación Levantina \| \| 1926-27 \| No disputado por la supresión de la Federación Levantina \| No disputado por la supresión de la Federación Levantina \| \| 1927-28 \| No disputado por la supresión de la Federación Levantina \| No disputado por la supresión de la Federación Levantina \| \| 1928-29 \| No disputado por la supresión de la Federación Levantina \| No disputado por la supresión de la Federación Levantina \| \| 1929-30 \| No disputado por la supresión de la Federación Levantina \| No disputado por la supresión de la Federación Levantina \| \| 1930-31 \| No disputado por la supresión de la Federación Levantina \| No disputado por la supresión de la Federación Levantina \| \| 1931-32 \| No disputado por la supresión de la Federación Levantina \| No disputado por la supresión de la Federación Levantina \| \| 1932-33 \| No disputado por la supresión de la Federación Levantina \| No disputado por la supresión de la Federación Levantina \| \| 1933-34 \| No disputado por la supresión de la Federación Levantina \| No disputado por la supresión de la Federación Levantina \| \| 1934-35 \| Levante F. C. \| Sevilla F. C.[n. 53] \| \| Más laureado: Valencia Club de Fútbol (2 títulos)[33] \| \| \| |                                                               |                                                               |
| Temporada | Campeón                                                       | Subcampeón                                                    |
| 1918-19 | C. D. Aguileño                                                | España de Valencia F. C. / ¿Gimnástico F. C.?                 |
| 1919-20 | No otorgado. Contendientes Gimnástico F. C. y Cartagena F. C. | No otorgado. Contendientes Gimnástico F. C. y Cartagena F. C. |
| 1920-21 | Levante de Murcia F. C.                                       | Cervantes F. C. / Gimnástico F. C.                            |
| 1921-22 | España de Valencia F. C.                                      | Levante de Murcia F. C.                                       |
| 1922-23 | Valencia F. C.                                                | Murcia F. C.                                                  |
| 1923-24 | C. N. Alicante                                                | Gimnástico F. C.                                              |
| 1924-25 | Valencia F. C.                                                | C. D. Castellón                                               |
| 1925-26 | No disputado por la supresión de la Federación Levantina      | No disputado por la supresión de la Federación Levantina      |
| 1926-27 | No disputado por la supresión de la Federación Levantina      | No disputado por la supresión de la Federación Levantina      |
| 1927-28 | No disputado por la supresión de la Federación Levantina      | No disputado por la supresión de la Federación Levantina      |
| 1928-29 | No disputado por la supresión de la Federación Levantina      | No disputado por la supresión de la Federación Levantina      |
| 1929-30 | No disputado por la supresión de la Federación Levantina      | No disputado por la supresión de la Federación Levantina      |
| 1930-31 | No disputado por la supresión de la Federación Levantina      | No disputado por la supresión de la Federación Levantina      |
| 1931-32 | No disputado por la supresión de la Federación Levantina      | No disputado por la supresión de la Federación Levantina      |
| 1932-33 | No disputado por la supresión de la Federación Levantina      | No disputado por la supresión de la Federación Levantina      |
| 1933-34 | No disputado por la supresión de la Federación Levantina      | No disputado por la supresión de la Federación Levantina      |
| 1934-35 | Levante F. C.                                                 | Sevilla F. C.                                                 |
| Más laureado: Valencia Club de Fútbol (2 títulos) |                                                               |                                                               |

| Temporada                                         | Campeón                                                       | Subcampeón                                                    |
| ------------------------------------------------- | ------------------------------------------------------------- | ------------------------------------------------------------- |
| 1918-19                                           | C. D. Aguileño                                                | España de Valencia F. C. / ¿Gimnástico F. C.?                 |
| 1919-20                                           | No otorgado. Contendientes Gimnástico F. C. y Cartagena F. C. | No otorgado. Contendientes Gimnástico F. C. y Cartagena F. C. |
| 1920-21                                           | Levante de Murcia F. C.                                       | Cervantes F. C. / Gimnástico F. C.                            |
| 1921-22                                           | España de Valencia F. C.                                      | Levante de Murcia F. C.                                       |
| 1922-23                                           | Valencia F. C.                                                | Murcia F. C.                                                  |
| 1923-24                                           | C. N. Alicante                                                | Gimnástico F. C.                                              |
| 1924-25                                           | Valencia F. C.                                                | C. D. Castellón                                               |
| 1925-26                                           | No disputado por la supresión de la Federación Levantina      | No disputado por la supresión de la Federación Levantina      |
| 1926-27                                           | No disputado por la supresión de la Federación Levantina      | No disputado por la supresión de la Federación Levantina      |
| 1927-28                                           | No disputado por la supresión de la Federación Levantina      | No disputado por la supresión de la Federación Levantina      |
| 1928-29                                           | No disputado por la supresión de la Federación Levantina      | No disputado por la supresión de la Federación Levantina      |
| 1929-30                                           | No disputado por la supresión de la Federación Levantina      | No disputado por la supresión de la Federación Levantina      |
| 1930-31                                           | No disputado por la supresión de la Federación Levantina      | No disputado por la supresión de la Federación Levantina      |
| 1931-32                                           | No disputado por la supresión de la Federación Levantina      | No disputado por la supresión de la Federación Levantina      |
| 1932-33                                           | No disputado por la supresión de la Federación Levantina      | No disputado por la supresión de la Federación Levantina      |
| 1933-34                                           | No disputado por la supresión de la Federación Levantina      | No disputado por la supresión de la Federación Levantina      |
| 1934-35                                           | Levante F. C.                                                 | Sevilla F. C.                                                 |
| Más laureado: Valencia Club de Fútbol (2 títulos) |                                                               |                                                               |

| \| Temporada \| Campeón \| Subcampeón \| \| ------------------------------------------------------ \| --------------------------------------------------------- \| --------------------------------------------------------- \| \| 1919-20 \| Gimnástico FC \| ¿España FC / Valencia CF?[n. 54] \| \| 1920-21 \| Gimnástico F. C. \| Valencia F. C. [n. 54] \| \| 1921-22 \| España de Valencia F. C. \| Levante F. C.[n. 54] \| \| 1922-23 \| Valencia F. C. \| Gimnástico F. C.[n. 54] \| \| 1923-24 \| Gimnástico F. C. \| Valencia F. C.[n. 54] \| \| 1924-25 \| Valencia F. C. \| Gimnástico F. C.[n. 55] \| \| 1925-26 \| Valencia F. C. \| Levante F. C. \| \| 1926-27 \| Valencia F. C. \| C. D. Castellón \| \| 1927-28 \| Levante F. C. \| Valencia F. C. \| \| 1928-29 \| C. D. Castellón \| Valencia F. C. \| \| 1929-30 \| C. D. Castellón \| Valencia F. C. \| \| 1930-31 \| Valencia F. C. \| C. D. Castellón \| \| 1931-32 \| Valencia F. C. \| C. D. Castellón \| \| 1932-33 \| Valencia F. C. \| C. D. Castellón \| \| 1933-34 \| Valencia F. C. \| Levante F. C. \| \| 1934-35 \| Disputaron el Campeonato Supraregional Levante-Sur[n. 53] \| Disputaron el Campeonato Supraregional Levante-Sur[n. 53] \| \| 1935-36 \| Murcia F. C.[n. 56] \| Hércules F. C. \| \| 1936-37 \| Valencia F. C. \| Hércules F. C. \| \| 1937-38 \| No disputado por la Guerra Civil Española \| No disputado por la Guerra Civil Española \| \| 1938-39 \| No disputado por la Guerra Civil Española \| No disputado por la Guerra Civil Española \| \| 1939-40 \| Valencia F. C. \| U. D. Levante-Gimnástico[n. 56] \| \| Más laureado: Valencia Club de Fútbol (10 títulos)[33] \| \| \| |                                                    |                                                    |
| Temporada | Campeón                                            | Subcampeón                                         |
| 1919-20 | Gimnástico FC                                      | ¿España FC / Valencia CF?                          |
| 1920-21 | Gimnástico F. C.                                   | Valencia F. C.                                     |
| 1921-22 | España de Valencia F. C.                           | Levante F. C.                                      |
| 1922-23 | Valencia F. C.                                     | Gimnástico F. C.                                   |
| 1923-24 | Gimnástico F. C.                                   | Valencia F. C.                                     |
| 1924-25 | Valencia F. C.                                     | Gimnástico F. C.                                   |
| 1925-26 | Valencia F. C.                                     | Levante F. C.                                      |
| 1926-27 | Valencia F. C.                                     | C. D. Castellón                                    |
| 1927-28 | Levante F. C.                                      | Valencia F. C.                                     |
| 1928-29 | C. D. Castellón                                    | Valencia F. C.                                     |
| 1929-30 | C. D. Castellón                                    | Valencia F. C.                                     |
| 1930-31 | Valencia F. C.                                     | C. D. Castellón                                    |
| 1931-32 | Valencia F. C.                                     | C. D. Castellón                                    |
| 1932-33 | Valencia F. C.                                     | C. D. Castellón                                    |
| 1933-34 | Valencia F. C.                                     | Levante F. C.                                      |
| 1934-35 | Disputaron el Campeonato Supraregional Levante-Sur | Disputaron el Campeonato Supraregional Levante-Sur |
| 1935-36 | Murcia F. C.                                       | Hércules F. C.                                     |
| 1936-37 | Valencia F. C.                                     | Hércules F. C.                                     |
| 1937-38 | No disputado por la Guerra Civil Española          | No disputado por la Guerra Civil Española          |
| 1938-39 | No disputado por la Guerra Civil Española          | No disputado por la Guerra Civil Española          |
| 1939-40 | Valencia F. C.                                     | U. D. Levante-Gimnástico                           |
| Más laureado: Valencia Club de Fútbol (10 títulos) |                                                    |                                                    |

| Temporada                                          | Campeón                                            | Subcampeón                                         |
| -------------------------------------------------- | -------------------------------------------------- | -------------------------------------------------- |
| 1919-20                                            | Gimnástico FC                                      | ¿España FC / Valencia CF?                          |
| 1920-21                                            | Gimnástico F. C.                                   | Valencia F. C.                                     |
| 1921-22                                            | España de Valencia F. C.                           | Levante F. C.                                      |
| 1922-23                                            | Valencia F. C.                                     | Gimnástico F. C.                                   |
| 1923-24                                            | Gimnástico F. C.                                   | Valencia F. C.                                     |
| 1924-25                                            | Valencia F. C.                                     | Gimnástico F. C.                                   |
| 1925-26                                            | Valencia F. C.                                     | Levante F. C.                                      |
| 1926-27                                            | Valencia F. C.                                     | C. D. Castellón                                    |
| 1927-28                                            | Levante F. C.                                      | Valencia F. C.                                     |
| 1928-29                                            | C. D. Castellón                                    | Valencia F. C.                                     |
| 1929-30                                            | C. D. Castellón                                    | Valencia F. C.                                     |
| 1930-31                                            | Valencia F. C.                                     | C. D. Castellón                                    |
| 1931-32                                            | Valencia F. C.                                     | C. D. Castellón                                    |
| 1932-33                                            | Valencia F. C.                                     | C. D. Castellón                                    |
| 1933-34                                            | Valencia F. C.                                     | Levante F. C.                                      |
| 1934-35                                            | Disputaron el Campeonato Supraregional Levante-Sur | Disputaron el Campeonato Supraregional Levante-Sur |
| 1935-36                                            | Murcia F. C.                                       | Hércules F. C.                                     |
| 1936-37                                            | Valencia F. C.                                     | Hércules F. C.                                     |
| 1937-38                                            | No disputado por la Guerra Civil Española          | No disputado por la Guerra Civil Española          |
| 1938-39                                            | No disputado por la Guerra Civil Española          | No disputado por la Guerra Civil Española          |
| 1939-40                                            | Valencia F. C.                                     | U. D. Levante-Gimnástico                           |
| Más laureado: Valencia Club de Fútbol (10 títulos) |                                                    |                                                    |

| \| Temporada \| Campeón \| Subcampeón \| \| -------------------------------------------------------- \| --------------------------------------------------------- \| --------------------------------------------------------- \| \| 1925-26 \| Real Murcia C. F. \| Cartagena F. C. \| \| 1926-27 \| Real Murcia C. F. \| Cartagena F. C. \| \| 1927-28 \| Real Murcia C. F. \| Cartagena F. C. \| \| 1928-29 \| Real Murcia C. F. \| Elche F. C. \| \| 1929-30 \| Real Murcia C. F. \| Cartagena F. C. \| \| 1930-31 \| Real Murcia C. F. \| Lorca S. C. \| \| 1931-32 \| Murcia C. F. \| Imperial F. C. \| \| 1932-33 \| Hércules F. C. \| Murcia C. F. \| \| 1933-34 \| Murcia C. F. \| Hércules F. C. \| \| 1934-35 \| Disputaron el Campeonato Supraregional Levante-Sur[n. 53] \| Disputaron el Campeonato Supraregional Levante-Sur[n. 53] \| \| 1935-36 \| Murcia F. C.[n. 56] \| Hércules F. C. \| \| 1936-37 \| Valencia F. C. \| Hércules F. C. \| \| 1937-38 \| No disputado por la Guerra Civil Española \| No disputado por la Guerra Civil Española \| \| 1938-39 \| No disputado por la Guerra Civil Española \| No disputado por la Guerra Civil Española \| \| 1939-40 \| Hércules F. C. \| Murcia C. F. \| \| Más laureado: Real Murcia Club de Fútbol (9 títulos)[33] \| \| \| |                                                    |                                                    |
| Temporada | Campeón                                            | Subcampeón                                         |
| 1925-26 | Real Murcia C. F.                                  | Cartagena F. C.                                    |
| 1926-27 | Real Murcia C. F.                                  | Cartagena F. C.                                    |
| 1927-28 | Real Murcia C. F.                                  | Cartagena F. C.                                    |
| 1928-29 | Real Murcia C. F.                                  | Elche F. C.                                        |
| 1929-30 | Real Murcia C. F.                                  | Cartagena F. C.                                    |
| 1930-31 | Real Murcia C. F.                                  | Lorca S. C.                                        |
| 1931-32 | Murcia C. F.                                       | Imperial F. C.                                     |
| 1932-33 | Hércules F. C.                                     | Murcia C. F.                                       |
| 1933-34 | Murcia C. F.                                       | Hércules F. C.                                     |
| 1934-35 | Disputaron el Campeonato Supraregional Levante-Sur | Disputaron el Campeonato Supraregional Levante-Sur |
| 1935-36 | Murcia F. C.                                       | Hércules F. C.                                     |
| 1936-37 | Valencia F. C.                                     | Hércules F. C.                                     |
| 1937-38 | No disputado por la Guerra Civil Española          | No disputado por la Guerra Civil Española          |
| 1938-39 | No disputado por la Guerra Civil Española          | No disputado por la Guerra Civil Española          |
| 1939-40 | Hércules F. C.                                     | Murcia C. F.                                       |
| Más laureado: Real Murcia Club de Fútbol (9 títulos) |                                                    |                                                    |

| Temporada                                            | Campeón                                            | Subcampeón                                         |
| ---------------------------------------------------- | -------------------------------------------------- | -------------------------------------------------- |
| 1925-26                                              | Real Murcia C. F.                                  | Cartagena F. C.                                    |
| 1926-27                                              | Real Murcia C. F.                                  | Cartagena F. C.                                    |
| 1927-28                                              | Real Murcia C. F.                                  | Cartagena F. C.                                    |
| 1928-29                                              | Real Murcia C. F.                                  | Elche F. C.                                        |
| 1929-30                                              | Real Murcia C. F.                                  | Cartagena F. C.                                    |
| 1930-31                                              | Real Murcia C. F.                                  | Lorca S. C.                                        |
| 1931-32                                              | Murcia C. F.                                       | Imperial F. C.                                     |
| 1932-33                                              | Hércules F. C.                                     | Murcia C. F.                                       |
| 1933-34                                              | Murcia C. F.                                       | Hércules F. C.                                     |
| 1934-35                                              | Disputaron el Campeonato Supraregional Levante-Sur | Disputaron el Campeonato Supraregional Levante-Sur |
| 1935-36                                              | Murcia F. C.                                       | Hércules F. C.                                     |
| 1936-37                                              | Valencia F. C.                                     | Hércules F. C.                                     |
| 1937-38                                              | No disputado por la Guerra Civil Española          | No disputado por la Guerra Civil Española          |
| 1938-39                                              | No disputado por la Guerra Civil Española          | No disputado por la Guerra Civil Española          |
| 1939-40                                              | Hércules F. C.                                     | Murcia C. F.                                       |
| Más laureado: Real Murcia Club de Fútbol (9 títulos) |                                                    |                                                    |

| \| Temporada \| Campeón \| Subcampeón \| \| ------------------------------------------------------- \| ------------------- \| -------------------- \| \| 1920-21 \| C. D. Cacereño ? \| ¿S. C. Badajoz? \| \| 1921-22 \| S. C. Badajoz \| C. D. Cacereño \| \| 1922-23 \| No disputado[n. 57] \| No disputado[n. 57] \| \| 1923-24 \| C. D. Cacereño \| ? \| \| 1924-25 \| C. D. Cacereño \| ? \| \| 1925-26 \| C. D. Extremeño \| ? \| \| 1926-27 \| R. C. D. Extremeño \| Puebla Patria F. C. \| \| 1927-28 \| Puebla Patria F. C. \| Extremadura F. C. \| \| 1928-29 \| R. C. D. Extremeño \| ? \| \| 1929-30 \| C. D. Don Benito \| \| \| 1930-31 \| C. D. Don Benito \| \| \| 1931-32 \| C. D. Don Benito \| \| \| 1932-33 \| Onuba F. C. \| C. D. Emérita[n. 58] \| \| 1933-34 \| Onuba F. C. \| [n. 58] \| \| 1934-35 \| Onuba F. C. \| R. C. Badajoz[n. 58] \| \| Más laureado: Club Deportivo Don Benito (3 títulos)[34] \| \| \| |                     |                     |
| Temporada | Campeón             | Subcampeón          |
| 1920-21 | C. D. Cacereño ?    | ¿S. C. Badajoz?     |
| 1921-22 | S. C. Badajoz       | C. D. Cacereño      |
| 1922-23 | No disputado        | No disputado        |
| 1923-24 | C. D. Cacereño      | ?                   |
| 1924-25 | C. D. Cacereño      | ?                   |
| 1925-26 | C. D. Extremeño     | ?                   |
| 1926-27 | R. C. D. Extremeño  | Puebla Patria F. C. |
| 1927-28 | Puebla Patria F. C. | Extremadura F. C.   |
| 1928-29 | R. C. D. Extremeño  | ?                   |
| 1929-30 | C. D. Don Benito    |                     |
| 1930-31 | C. D. Don Benito    |                     |
| 1931-32 | C. D. Don Benito    |                     |
| 1932-33 | Onuba F. C.         | C. D. Emérita       |
| 1933-34 | Onuba F. C.         | [ n. 58 ]           |
| 1934-35 | Onuba F. C.         | R. C. Badajoz       |
| Más laureado: Club Deportivo Don Benito (3 títulos) |                     |                     |

| Temporada                                           | Campeón             | Subcampeón          |
| --------------------------------------------------- | ------------------- | ------------------- |
| 1920-21                                             | C. D. Cacereño ?    | ¿S. C. Badajoz?     |
| 1921-22                                             | S. C. Badajoz       | C. D. Cacereño      |
| 1922-23                                             | No disputado        | No disputado        |
| 1923-24                                             | C. D. Cacereño      | ?                   |
| 1924-25                                             | C. D. Cacereño      | ?                   |
| 1925-26                                             | C. D. Extremeño     | ?                   |
| 1926-27                                             | R. C. D. Extremeño  | Puebla Patria F. C. |
| 1927-28                                             | Puebla Patria F. C. | Extremadura F. C.   |
| 1928-29                                             | R. C. D. Extremeño  | ?                   |
| 1929-30                                             | C. D. Don Benito    |                     |
| 1930-31                                             | C. D. Don Benito    |                     |
| 1931-32                                             | C. D. Don Benito    |                     |
| 1932-33                                             | Onuba F. C.         | C. D. Emérita       |
| 1933-34                                             | Onuba F. C.         | [ n. 58 ]           |
| 1934-35                                             | Onuba F. C.         | R. C. Badajoz       |
| Más laureado: Club Deportivo Don Benito (3 títulos) |                     |                     |

| \| Temporada \| Campeón \| Subcampeón \| \| ----------------------------------------------- \| --------------------------------------------------------------------------------------- \| --------------------------------------------------------------------------------------- \| \| 1922-23 \| Iberia S. C. \| ? \| \| 1923-24 \| R. S. A. Stadium \| ? \| \| 1924-25 \| R. S. A. Stadium \| Iberia S. C. \| \| 1925-26 \| Iberia S. C. \| Real Zaragoza C. D. \| \| 1926-27 \| Iberia S. C. \| Real Zaragoza C. D. \| \| 1927-28 \| Iberia S. C. \| C. D. Patria-Aragón \| \| 1928-29 \| Iberia S. C. \| C. D. Patria-Aragón \| \| 1929-30 \| Iberia S. C. \| C. D. Patria-Aragón \| \| 1930-31 \| Iberia S. C. \| C. D. Patria-Aragón \| \| 1931-32 \| Disputaron el C. Mancomunado Centro-Aragón y el C. Mancomunado Guipúzcoa-Navarra-Aragón \| Disputaron el C. Mancomunado Centro-Aragón y el C. Mancomunado Guipúzcoa-Navarra-Aragón \| \| 1932-33 \| Disputaron el Campeonato Mancomunado Guipúzcoa-Navarra-Aragón \| Disputaron el Campeonato Mancomunado Guipúzcoa-Navarra-Aragón \| \| 1933-34 \| Disputaron el Campeonato Mancomunado Guipúzcoa-Navarra-Aragón \| Disputaron el Campeonato Mancomunado Guipúzcoa-Navarra-Aragón \| \| 1934-35 \| Disputaron el Campeonato Mancomunado Castilla-Aragón \| Disputaron el Campeonato Mancomunado Castilla-Aragón \| \| 1935-36 \| Disputaron el Campeonato Mancomunado Castilla-Aragón \| Disputaron el Campeonato Mancomunado Castilla-Aragón \| \| 1936-37 \| No disputado por la Guerra Civil Española \| No disputado por la Guerra Civil Española \| \| 1937-38 \| No disputado por la Guerra Civil Española \| No disputado por la Guerra Civil Española \| \| 1938-39 \| Aviación Nacional \| Zaragoza F. C. \| \| 1939-40 \| Zaragoza F. C. \| C. A. Osasuna[n. 46] \| \| Más laureado: Iberia Sport Club (7 títulos)[35] \| \| \| |                                                                                         |                                                                                         |
| Temporada | Campeón                                                                                 | Subcampeón                                                                              |
| 1922-23 | Iberia S. C.                                                                            | ?                                                                                       |
| 1923-24 | R. S. A. Stadium                                                                        | ?                                                                                       |
| 1924-25 | R. S. A. Stadium                                                                        | Iberia S. C.                                                                            |
| 1925-26 | Iberia S. C.                                                                            | Real Zaragoza C. D.                                                                     |
| 1926-27 | Iberia S. C.                                                                            | Real Zaragoza C. D.                                                                     |
| 1927-28 | Iberia S. C.                                                                            | C. D. Patria-Aragón                                                                     |
| 1928-29 | Iberia S. C.                                                                            | C. D. Patria-Aragón                                                                     |
| 1929-30 | Iberia S. C.                                                                            | C. D. Patria-Aragón                                                                     |
| 1930-31 | Iberia S. C.                                                                            | C. D. Patria-Aragón                                                                     |
| 1931-32 | Disputaron el C. Mancomunado Centro-Aragón y el C. Mancomunado Guipúzcoa-Navarra-Aragón | Disputaron el C. Mancomunado Centro-Aragón y el C. Mancomunado Guipúzcoa-Navarra-Aragón |
| 1932-33 | Disputaron el Campeonato Mancomunado Guipúzcoa-Navarra-Aragón                           | Disputaron el Campeonato Mancomunado Guipúzcoa-Navarra-Aragón                           |
| 1933-34 | Disputaron el Campeonato Mancomunado Guipúzcoa-Navarra-Aragón                           | Disputaron el Campeonato Mancomunado Guipúzcoa-Navarra-Aragón                           |
| 1934-35 | Disputaron el Campeonato Mancomunado Castilla-Aragón                                    | Disputaron el Campeonato Mancomunado Castilla-Aragón                                    |
| 1935-36 | Disputaron el Campeonato Mancomunado Castilla-Aragón                                    | Disputaron el Campeonato Mancomunado Castilla-Aragón                                    |
| 1936-37 | No disputado por la Guerra Civil Española                                               | No disputado por la Guerra Civil Española                                               |
| 1937-38 | No disputado por la Guerra Civil Española                                               | No disputado por la Guerra Civil Española                                               |
| 1938-39 | Aviación Nacional                                                                       | Zaragoza F. C.                                                                          |
| 1939-40 | Zaragoza F. C.                                                                          | C. A. Osasuna                                                                           |
| Más laureado: Iberia Sport Club (7 títulos) |                                                                                         |                                                                                         |

| Temporada                                   | Campeón                                                                                 | Subcampeón                                                                              |
| ------------------------------------------- | --------------------------------------------------------------------------------------- | --------------------------------------------------------------------------------------- |
| 1922-23                                     | Iberia S. C.                                                                            | ?                                                                                       |
| 1923-24                                     | R. S. A. Stadium                                                                        | ?                                                                                       |
| 1924-25                                     | R. S. A. Stadium                                                                        | Iberia S. C.                                                                            |
| 1925-26                                     | Iberia S. C.                                                                            | Real Zaragoza C. D.                                                                     |
| 1926-27                                     | Iberia S. C.                                                                            | Real Zaragoza C. D.                                                                     |
| 1927-28                                     | Iberia S. C.                                                                            | C. D. Patria-Aragón                                                                     |
| 1928-29                                     | Iberia S. C.                                                                            | C. D. Patria-Aragón                                                                     |
| 1929-30                                     | Iberia S. C.                                                                            | C. D. Patria-Aragón                                                                     |
| 1930-31                                     | Iberia S. C.                                                                            | C. D. Patria-Aragón                                                                     |
| 1931-32                                     | Disputaron el C. Mancomunado Centro-Aragón y el C. Mancomunado Guipúzcoa-Navarra-Aragón | Disputaron el C. Mancomunado Centro-Aragón y el C. Mancomunado Guipúzcoa-Navarra-Aragón |
| 1932-33                                     | Disputaron el Campeonato Mancomunado Guipúzcoa-Navarra-Aragón                           | Disputaron el Campeonato Mancomunado Guipúzcoa-Navarra-Aragón                           |
| 1933-34                                     | Disputaron el Campeonato Mancomunado Guipúzcoa-Navarra-Aragón                           | Disputaron el Campeonato Mancomunado Guipúzcoa-Navarra-Aragón                           |
| 1934-35                                     | Disputaron el Campeonato Mancomunado Castilla-Aragón                                    | Disputaron el Campeonato Mancomunado Castilla-Aragón                                    |
| 1935-36                                     | Disputaron el Campeonato Mancomunado Castilla-Aragón                                    | Disputaron el Campeonato Mancomunado Castilla-Aragón                                    |
| 1936-37                                     | No disputado por la Guerra Civil Española                                               | No disputado por la Guerra Civil Española                                               |
| 1937-38                                     | No disputado por la Guerra Civil Española                                               | No disputado por la Guerra Civil Española                                               |
| 1938-39                                     | Aviación Nacional                                                                       | Zaragoza F. C.                                                                          |
| 1939-40                                     | Zaragoza F. C.                                                                          | C. A. Osasuna                                                                           |
| Más laureado: Iberia Sport Club (7 títulos) |                                                                                         |                                                                                         |

| \| Temporada \| Campeón \| Subcampeón \| \| ------------------------------------------------------------ \| ----------------------------------------- \| ----------------------------------------- \| \| 1922-23 \| Santander R. C. \| C. D. Torrelavega \| \| 1923-24 \| Real Santander R. C. \| S. D. Unión Montañesa \| \| 1924-25 \| Real Santander R. C. \| C. D. Torrelavega \| \| 1925-26 \| Real Santander R. C. \| C. D. Torrelavega \| \| 1926-27 \| Real Santander R. C. \| C. D. Torrelavega \| \| 1927-28 \| Real Santander R. C. \| C. D. Torrelavega \| \| 1928-29 \| Real Santander R. C. \| C. D. Torrelavega \| \| 1929-30 \| Real Santander R. C. \| C. D. Torrelavega \| \| 1930-31 \| Real Santander R. C. \| S. D. Eclipse F. C. \| \| 1931-32 \| Oviedo F. C. \| R. S. Gijón[n. 50] \| \| 1932-33 \| R. C. Santander \| C. D. Torrelavega \| \| 1933-34 \| R. C. Santander \| C. D. Naval Reinosa \| \| 1934-35 \| Santoña C. F. \| C. D. Naval Reinosa \| \| 1935-36 \| Santoña C. F. \| C. D. Naval Reinosa \| \| 1936-37 \| No disputado por la Guerra Civil Española \| No disputado por la Guerra Civil Española \| \| 1937-38 \| No disputado por la Guerra Civil Española \| No disputado por la Guerra Civil Española \| \| 1938-39 \| R. C. Santander \| J. U. Montañesa \| \| 1939-40 \| R. C. Santander \| J. U. Montañesa \| \| Más laureado: Real Racing Club de Santander (13 títulos)[36] \| \| \| |                                           |                                           |
| Temporada | Campeón                                   | Subcampeón                                |
| 1922-23 | Santander R. C.                           | C. D. Torrelavega                         |
| 1923-24 | Real Santander R. C.                      | S. D. Unión Montañesa                     |
| 1924-25 | Real Santander R. C.                      | C. D. Torrelavega                         |
| 1925-26 | Real Santander R. C.                      | C. D. Torrelavega                         |
| 1926-27 | Real Santander R. C.                      | C. D. Torrelavega                         |
| 1927-28 | Real Santander R. C.                      | C. D. Torrelavega                         |
| 1928-29 | Real Santander R. C.                      | C. D. Torrelavega                         |
| 1929-30 | Real Santander R. C.                      | C. D. Torrelavega                         |
| 1930-31 | Real Santander R. C.                      | S. D. Eclipse F. C.                       |
| 1931-32 | Oviedo F. C.                              | R. S. Gijón                               |
| 1932-33 | R. C. Santander                           | C. D. Torrelavega                         |
| 1933-34 | R. C. Santander                           | C. D. Naval Reinosa                       |
| 1934-35 | Santoña C. F.                             | C. D. Naval Reinosa                       |
| 1935-36 | Santoña C. F.                             | C. D. Naval Reinosa                       |
| 1936-37 | No disputado por la Guerra Civil Española | No disputado por la Guerra Civil Española |
| 1937-38 | No disputado por la Guerra Civil Española | No disputado por la Guerra Civil Española |
| 1938-39 | R. C. Santander                           | J. U. Montañesa                           |
| 1939-40 | R. C. Santander                           | J. U. Montañesa                           |
| Más laureado: Real Racing Club de Santander (13 títulos) |                                           |                                           |

| Temporada                                                | Campeón                                   | Subcampeón                                |
| -------------------------------------------------------- | ----------------------------------------- | ----------------------------------------- |
| 1922-23                                                  | Santander R. C.                           | C. D. Torrelavega                         |
| 1923-24                                                  | Real Santander R. C.                      | S. D. Unión Montañesa                     |
| 1924-25                                                  | Real Santander R. C.                      | C. D. Torrelavega                         |
| 1925-26                                                  | Real Santander R. C.                      | C. D. Torrelavega                         |
| 1926-27                                                  | Real Santander R. C.                      | C. D. Torrelavega                         |
| 1927-28                                                  | Real Santander R. C.                      | C. D. Torrelavega                         |
| 1928-29                                                  | Real Santander R. C.                      | C. D. Torrelavega                         |
| 1929-30                                                  | Real Santander R. C.                      | C. D. Torrelavega                         |
| 1930-31                                                  | Real Santander R. C.                      | S. D. Eclipse F. C.                       |
| 1931-32                                                  | Oviedo F. C.                              | R. S. Gijón                               |
| 1932-33                                                  | R. C. Santander                           | C. D. Torrelavega                         |
| 1933-34                                                  | R. C. Santander                           | C. D. Naval Reinosa                       |
| 1934-35                                                  | Santoña C. F.                             | C. D. Naval Reinosa                       |
| 1935-36                                                  | Santoña C. F.                             | C. D. Naval Reinosa                       |
| 1936-37                                                  | No disputado por la Guerra Civil Española | No disputado por la Guerra Civil Española |
| 1937-38                                                  | No disputado por la Guerra Civil Española | No disputado por la Guerra Civil Española |
| 1938-39                                                  | R. C. Santander                           | J. U. Montañesa                           |
| 1939-40                                                  | R. C. Santander                           | J. U. Montañesa                           |
| Más laureado: Real Racing Club de Santander (13 títulos) |                                           |                                           |

| \| Temporada \| Campeón \| Subcampeón \| \| ---------------------------------------------------------- \| ------------------------------------------- \| ------------------------------------------- \| \| 1923-24 \| U. D. Española \| Academia de Caballería \| \| 1924-25 \| C. D. Español \| C. D. Leonesa \| \| 1925-26 \| C. D. Leonesa \| R. U. D. Valladolid \| \| 1926-27 \| R. U. D. Valladolid \| C. D. Español \| \| 1927-28 \| C. D. Leonesa \| R. U. D. Valladolid \| \| 1928-29 \| C. D. Leonesa \| Real Valladolid Deportivo \| \| 1929-30 \| C. D. Leonesa \| Real Valladolid Deportivo \| \| 1930-31 \| Real Valladolid Deportivo \| C. D. Leonesa \| \| 1931-32 \| Disputaron el Campeonato Mancomunado Centro \| Disputaron el Campeonato Mancomunado Centro \| \| 1932-33 \| Disputaron el Campeonato Mancomunado Centro \| Disputaron el Campeonato Mancomunado Centro \| \| 1933-34 \| Disputaron el Campeonato Mancomunado Centro \| Disputaron el Campeonato Mancomunado Centro \| \| 1934-35 \| Disputaron el Campeonato Mancomunado Centro \| Disputaron el Campeonato Mancomunado Centro \| \| 1935-36 \| Disputaron el Campeonato Mancomunado Centro \| Disputaron el Campeonato Mancomunado Centro \| \| 1936-37 \| No disputado por la Guerra Civil Española \| No disputado por la Guerra Civil Española \| \| 1937-38 \| No disputado por la Guerra Civil Española \| No disputado por la Guerra Civil Española \| \| 1938-39 \| No disputado por la Guerra Civil Española \| No disputado por la Guerra Civil Española \| \| 1939-40 \| Disputaron el Campeonato Mancomunado Centro \| Disputaron el Campeonato Mancomunado Centro \| \| Más laureado: Cultural y Deportiva Leonesa (4 títulos)[37] \| \| \| |                                             |                                             |
| Temporada | Campeón                                     | Subcampeón                                  |
| 1923-24 | U. D. Española                              | Academia de Caballería                      |
| 1924-25 | C. D. Español                               | C. D. Leonesa                               |
| 1925-26 | C. D. Leonesa                               | R. U. D. Valladolid                         |
| 1926-27 | R. U. D. Valladolid                         | C. D. Español                               |
| 1927-28 | C. D. Leonesa                               | R. U. D. Valladolid                         |
| 1928-29 | C. D. Leonesa                               | Real Valladolid Deportivo                   |
| 1929-30 | C. D. Leonesa                               | Real Valladolid Deportivo                   |
| 1930-31 | Real Valladolid Deportivo                   | C. D. Leonesa                               |
| 1931-32 | Disputaron el Campeonato Mancomunado Centro | Disputaron el Campeonato Mancomunado Centro |
| 1932-33 | Disputaron el Campeonato Mancomunado Centro | Disputaron el Campeonato Mancomunado Centro |
| 1933-34 | Disputaron el Campeonato Mancomunado Centro | Disputaron el Campeonato Mancomunado Centro |
| 1934-35 | Disputaron el Campeonato Mancomunado Centro | Disputaron el Campeonato Mancomunado Centro |
| 1935-36 | Disputaron el Campeonato Mancomunado Centro | Disputaron el Campeonato Mancomunado Centro |
| 1936-37 | No disputado por la Guerra Civil Española   | No disputado por la Guerra Civil Española   |
| 1937-38 | No disputado por la Guerra Civil Española   | No disputado por la Guerra Civil Española   |
| 1938-39 | No disputado por la Guerra Civil Española   | No disputado por la Guerra Civil Española   |
| 1939-40 | Disputaron el Campeonato Mancomunado Centro | Disputaron el Campeonato Mancomunado Centro |
| Más laureado: Cultural y Deportiva Leonesa (4 títulos) |                                             |                                             |

| Temporada                                              | Campeón                                     | Subcampeón                                  |
| ------------------------------------------------------ | ------------------------------------------- | ------------------------------------------- |
| 1923-24                                                | U. D. Española                              | Academia de Caballería                      |
| 1924-25                                                | C. D. Español                               | C. D. Leonesa                               |
| 1925-26                                                | C. D. Leonesa                               | R. U. D. Valladolid                         |
| 1926-27                                                | R. U. D. Valladolid                         | C. D. Español                               |
| 1927-28                                                | C. D. Leonesa                               | R. U. D. Valladolid                         |
| 1928-29                                                | C. D. Leonesa                               | Real Valladolid Deportivo                   |
| 1929-30                                                | C. D. Leonesa                               | Real Valladolid Deportivo                   |
| 1930-31                                                | Real Valladolid Deportivo                   | C. D. Leonesa                               |
| 1931-32                                                | Disputaron el Campeonato Mancomunado Centro | Disputaron el Campeonato Mancomunado Centro |
| 1932-33                                                | Disputaron el Campeonato Mancomunado Centro | Disputaron el Campeonato Mancomunado Centro |
| 1933-34                                                | Disputaron el Campeonato Mancomunado Centro | Disputaron el Campeonato Mancomunado Centro |
| 1934-35                                                | Disputaron el Campeonato Mancomunado Centro | Disputaron el Campeonato Mancomunado Centro |
| 1935-36                                                | Disputaron el Campeonato Mancomunado Centro | Disputaron el Campeonato Mancomunado Centro |
| 1936-37                                                | No disputado por la Guerra Civil Española   | No disputado por la Guerra Civil Española   |
| 1937-38                                                | No disputado por la Guerra Civil Española   | No disputado por la Guerra Civil Española   |
| 1938-39                                                | No disputado por la Guerra Civil Española   | No disputado por la Guerra Civil Española   |
| 1939-40                                                | Disputaron el Campeonato Mancomunado Centro | Disputaron el Campeonato Mancomunado Centro |
| Más laureado: Cultural y Deportiva Leonesa (4 títulos) |                                             |                                             |

| \| Temporada \| Campeón \| Subcampeón \| \| ------------------------------------------------------ \| ----------------------------------------- \| ----------------------------------------- \| \| 1923-24 \| R. S. Alfonso XIII F. C. \| U. S. Mahón \| \| 1924-25 \| R. S. Alfonso XIII F. C. \| Mahón F. C. \| \| 1925-26 \| U. S. Mahón \| R. S. Alfonso XIII F. C. \| \| 1925-26 (esc.) \| Mahón F. C. \| Regional F. C. \| \| 1926-27 \| R. S. Alfonso XIII F. C. \| U. S. Mahón \| \| 1927-28 \| U. S. Mahón \| Baleares F. C. \| \| 1928-29 \| R. S. Alfonso XIII F. C. \| U. S. Mahón \| \| 1929-30 \| No disputado \| No disputado \| \| 1930-31 \| No disputado \| No disputado \| \| 1931-32 \| No disputado \| No disputado \| \| 1932-33 \| No disputado \| No disputado \| \| 1933-34 \| No disputado \| No disputado \| \| 1934-35 \| Constancia F. C. \| C. D. Ciutadella \| \| 1935-36 \| C. D. Mallorca \| C. D. Ciutadella \| \| 1936-37 \| No disputado por la Guerra Civil Española \| No disputado por la Guerra Civil Española \| \| 1937-38 \| No disputado por la Guerra Civil Española \| No disputado por la Guerra Civil Española \| \| 1938-39 \| No disputado por la Guerra Civil Española \| No disputado por la Guerra Civil Española \| \| 1939-40 \| No disputado \| No disputado \| \| Más laureado: Real Club Deportivo Mallorca (5 títulos) \| \| \| |                                           |                                           |
| Temporada | Campeón                                   | Subcampeón                                |
| 1923-24 | R. S. Alfonso XIII F. C.                  | U. S. Mahón                               |
| 1924-25 | R. S. Alfonso XIII F. C.                  | Mahón F. C.                               |
| 1925-26 | U. S. Mahón                               | R. S. Alfonso XIII F. C.                  |
| 1925-26 (esc.) | Mahón F. C.                               | Regional F. C.                            |
| 1926-27 | R. S. Alfonso XIII F. C.                  | U. S. Mahón                               |
| 1927-28 | U. S. Mahón                               | Baleares F. C.                            |
| 1928-29 | R. S. Alfonso XIII F. C.                  | U. S. Mahón                               |
| 1929-30 | No disputado                              | No disputado                              |
| 1930-31 | No disputado                              | No disputado                              |
| 1931-32 | No disputado                              | No disputado                              |
| 1932-33 | No disputado                              | No disputado                              |
| 1933-34 | No disputado                              | No disputado                              |
| 1934-35 | Constancia F. C.                          | C. D. Ciutadella                          |
| 1935-36 | C. D. Mallorca                            | C. D. Ciutadella                          |
| 1936-37 | No disputado por la Guerra Civil Española | No disputado por la Guerra Civil Española |
| 1937-38 | No disputado por la Guerra Civil Española | No disputado por la Guerra Civil Española |
| 1938-39 | No disputado por la Guerra Civil Española | No disputado por la Guerra Civil Española |
| 1939-40 | No disputado                              | No disputado                              |
| Más laureado: Real Club Deportivo Mallorca (5 títulos) |                                           |                                           |

| Temporada                                              | Campeón                                   | Subcampeón                                |
| ------------------------------------------------------ | ----------------------------------------- | ----------------------------------------- |
| 1923-24                                                | R. S. Alfonso XIII F. C.                  | U. S. Mahón                               |
| 1924-25                                                | R. S. Alfonso XIII F. C.                  | Mahón F. C.                               |
| 1925-26                                                | U. S. Mahón                               | R. S. Alfonso XIII F. C.                  |
| 1925-26 (esc.)                                         | Mahón F. C.                               | Regional F. C.                            |
| 1926-27                                                | R. S. Alfonso XIII F. C.                  | U. S. Mahón                               |
| 1927-28                                                | U. S. Mahón                               | Baleares F. C.                            |
| 1928-29                                                | R. S. Alfonso XIII F. C.                  | U. S. Mahón                               |
| 1929-30                                                | No disputado                              | No disputado                              |
| 1930-31                                                | No disputado                              | No disputado                              |
| 1931-32                                                | No disputado                              | No disputado                              |
| 1932-33                                                | No disputado                              | No disputado                              |
| 1933-34                                                | No disputado                              | No disputado                              |
| 1934-35                                                | Constancia F. C.                          | C. D. Ciutadella                          |
| 1935-36                                                | C. D. Mallorca                            | C. D. Ciutadella                          |
| 1936-37                                                | No disputado por la Guerra Civil Española | No disputado por la Guerra Civil Española |
| 1937-38                                                | No disputado por la Guerra Civil Española | No disputado por la Guerra Civil Española |
| 1938-39                                                | No disputado por la Guerra Civil Española | No disputado por la Guerra Civil Española |
| 1939-40                                                | No disputado                              | No disputado                              |
| Más laureado: Real Club Deportivo Mallorca (5 títulos) |                                           |                                           |

| \| Temporada \| Campeón \| Subcampeón \| \| ------------------------------------------------------ \| ----------------------------------------- \| ----------------------------------------- \| \| 1931-32 \| C. S. Ceutí \| Ceua F. C: \| \| 1932-33 \| África S. C. \| Santa Bárbara-Europa F. C. \| \| 1933-34 \| Ceuta Sport \| África S. C. \| \| 1934-35 \| Ceuta Sport \| África S. C. \| \| 1935-36 \| C. A. Tetuán \| Español F. C. \| \| 1936-37 \| No disputado por la Guerra Civil Española \| No disputado por la Guerra Civil Española \| \| 1937-38 \| No disputado por la Guerra Civil Española \| No disputado por la Guerra Civil Española \| \| 1938-39 \| Ceuta Sport \| ? \| \| 1939-40 \| Ceuta Sport \| Hispano Árabe \| \| 1940-41 \| Ceuta Sport \| ? \| \| 1941-42 \| No disputado \| No disputado \| \| 1942-43 \| A. C. Tetuán \| ? \| \| 1943-44 \| U. D. Melilla \| ? \| \| 1944-45 \| P. D. Larache \| ? \| \| 1945-46 \| ? \| ? \| \| 1946-47 \| ? \| ? \| \| 1947-48 \| U. D. Tánger \| ? \| \| 1948-49 \| C. D. Maghreb Al-Aksa \| ? \| \| 1949-50 \| Español F. C. \| ? \| \| 1950-51 \| ? \| ? \| \| 1951-52 \| U. D. Sevillana \| ? \| \| 1952-53 \| Larache C. F. \| ? \| \| 1953-54 \| C. D. Pescadores \| ? \| \| 1954-55 \| S. D. Ceuta \| U. D. Melilla \| \| 1955-56 \| S. D. Ceuta \| U. D. Melilla \| \| Más laureado: Sociedad Deportiva Ceuta (7 títulos)[40] \| \| \| |                                           |                                           |
| Temporada | Campeón                                   | Subcampeón                                |
| 1931-32 | C. S. Ceutí                               | Ceua F. C:                                |
| 1932-33 | África S. C.                              | Santa Bárbara-Europa F. C.                |
| 1933-34 | Ceuta Sport                               | África S. C.                              |
| 1934-35 | Ceuta Sport                               | África S. C.                              |
| 1935-36 | C. A. Tetuán                              | Español F. C.                             |
| 1936-37 | No disputado por la Guerra Civil Española | No disputado por la Guerra Civil Española |
| 1937-38 | No disputado por la Guerra Civil Española | No disputado por la Guerra Civil Española |
| 1938-39 | Ceuta Sport                               | ?                                         |
| 1939-40 | Ceuta Sport                               | Hispano Árabe                             |
| 1940-41 | Ceuta Sport                               | ?                                         |
| 1941-42 | No disputado                              | No disputado                              |
| 1942-43 | A. C. Tetuán                              | ?                                         |
| 1943-44 | U. D. Melilla                             | ?                                         |
| 1944-45 | P. D. Larache                             | ?                                         |
| 1945-46 | ?                                         | ?                                         |
| 1946-47 | ?                                         | ?                                         |
| 1947-48 | U. D. Tánger                              | ?                                         |
| 1948-49 | C. D. Maghreb Al-Aksa                     | ?                                         |
| 1949-50 | Español F. C.                             | ?                                         |
| 1950-51 | ?                                         | ?                                         |
| 1951-52 | U. D. Sevillana                           | ?                                         |
| 1952-53 | Larache C. F.                             | ?                                         |
| 1953-54 | C. D. Pescadores                          | ?                                         |
| 1954-55 | S. D. Ceuta                               | U. D. Melilla                             |
| 1955-56 | S. D. Ceuta                               | U. D. Melilla                             |
| Más laureado: Sociedad Deportiva Ceuta (7 títulos) |                                           |                                           |

| Temporada                                          | Campeón                                   | Subcampeón                                |
| -------------------------------------------------- | ----------------------------------------- | ----------------------------------------- |
| 1931-32                                            | C. S. Ceutí                               | Ceua F. C:                                |
| 1932-33                                            | África S. C.                              | Santa Bárbara-Europa F. C.                |
| 1933-34                                            | Ceuta Sport                               | África S. C.                              |
| 1934-35                                            | Ceuta Sport                               | África S. C.                              |
| 1935-36                                            | C. A. Tetuán                              | Español F. C.                             |
| 1936-37                                            | No disputado por la Guerra Civil Española | No disputado por la Guerra Civil Española |
| 1937-38                                            | No disputado por la Guerra Civil Española | No disputado por la Guerra Civil Española |
| 1938-39                                            | Ceuta Sport                               | ?                                         |
| 1939-40                                            | Ceuta Sport                               | Hispano Árabe                             |
| 1940-41                                            | Ceuta Sport                               | ?                                         |
| 1941-42                                            | No disputado                              | No disputado                              |
| 1942-43                                            | A. C. Tetuán                              | ?                                         |
| 1943-44                                            | U. D. Melilla                             | ?                                         |
| 1944-45                                            | P. D. Larache                             | ?                                         |
| 1945-46                                            | ?                                         | ?                                         |
| 1946-47                                            | ?                                         | ?                                         |
| 1947-48                                            | U. D. Tánger                              | ?                                         |
| 1948-49                                            | C. D. Maghreb Al-Aksa                     | ?                                         |
| 1949-50                                            | Español F. C.                             | ?                                         |
| 1950-51                                            | ?                                         | ?                                         |
| 1951-52                                            | U. D. Sevillana                           | ?                                         |
| 1952-53                                            | Larache C. F.                             | ?                                         |
| 1953-54                                            | C. D. Pescadores                          | ?                                         |
| 1954-55                                            | S. D. Ceuta                               | U. D. Melilla                             |
| 1955-56                                            | S. D. Ceuta                               | U. D. Melilla                             |
| Más laureado: Sociedad Deportiva Ceuta (7 títulos) |                                           |                                           |

### Palmarés
A continuación se lista un cómputo general de todos los vencedores atendiendo a todos los campeonatos producidos, bien fuesen regionales, mancomunados o superregionales.
Indicados los campeonatos de los que se tiene constancia.
| Equipo                                | Títulos | Subcamp. | (Años de los campeonatos) |
| ------------------------------------- | ------- | -------- | --- |
| Real Madrid Club de Fútbol            | 23      | 6        | 1903, 1905, 1906, 1907, 1908, 1913, 1916, 1917, 1918, 1920, 1922, 1923, 1924, 1926, 1927, 1929, 1930, 1931, 1932, 1933, 1934, 1935, 1936 |
| Fútbol Club Barcelona                 | 21      | 6        | 1905, 1909, 1910, 1911, 1913, 1916, 1919, 1920, 1921, 1922, 1924, 1925, 1926, 1927, 1928, 1930, 1931, 1932, 1934, 1936, 1938             |
| Athletic Club                         | 18      | 2        | 1914, 1915, 1916, 1920, 1921, 1922-23, 1924, 1926, 1927, 1928, 1929, 1931, 1932, 1933, 1934, 1935, 1939, 1940                            |
| Sevilla Fútbol Club                   | 17      | 4        | 1917, 1919, 1920, 1921, 1922, 1923, 1924, 1925, 1926, 1927, 1929, 1930, 1931, 1932, 1936, 1939, 1940                                     |
| Real Sporting de Gijón                | 13      | 6        | 1917, 1918, 1919, 1920, 1921, 1922, 1923, 1924, 1926, 1927, 1930, 1931, 1940                                                             |
| Real Racing Club de Santander         | 13      | 3        | 1923, 1924, 1925, 1926, 1927, 1928, 1929, 1930, 1931, 1933, 1934, 1939, 1940                                                             |
| Real Unión Club                       | 9       | 5        | 1918, 1920,1921,1922,1924,1926,1928,1930,1931                                                                                            |
| Real Club Victoria                    | 9       | 1        | 1912, 1913, 1927, 1928, 1930, 1942, 1944, 1947, 1949                                                                                     |
| Real Club Deportivo Español           | 8       | 9        | 1904, 1912, 1915, 1918, 1929, 1933, 1937, 1940                                                                                           |
| Real Oviedo                           | 8       | 4        | 1925, 1928, 1929, 1932, 1933, 1934, 1935, 1936                                                                                           |
| Marino Fútbol Club                    | 7       | 2        | 1917, 1923, 1929, 1943, 1945, 1946, 1948                                                                                                 |
| Real Club Deportivo de La Coruña      | 6       | 8        | 1927, 1928, 1931, 1933, 1937, 1940 |
| Arenas Club de Guecho                 | 6       | 7        | 1917, 1919, 1922, 1925, 1927, 1936 |
| Real Club Celta de Vigo               | 6       | 6        | 1924, 1925, 1926, 1930, 1932, 1934 |
| Real Vigo Sporting Club               | 5       | 2        | 1914, 1917, 1919, 1920, 1923 |
| Real Club Deportivo Mallorca          | 5       | 1        | 1924, 1925, 1927, 1929, 1936 |
| Club Atlético de Madrid               | 4       | 13       | 1921, 1925, 1928, 1940 |
| Club Deportivo Tenerife               | 4       | 9        | 1914, 1915, 1916, 1932 |
| Real Sociedad Gimnástica Española     | 4       | 2        | 1910, 1911, 1912, 1914 |
| Real Club Recreativo de Huelva        | 4       | 2        | 1910, 1911, 1912, 1918 |
| C. D. Leonesa                         | 4       | 2        | 1926, 1928, 1929, 1930 |
| Foot-Ball Club España                 | 3       | 4        | 1913, 1914, 1917 |
| Real Club Fortuna de Vigo             | 3       | 3        | 1915, 1921, 1922 |
| Racing Club de Ferrol                 | 3       | 2        | 1929, 1938, 1939 |
| Combinado de Tenerife                 | 3       | 2        | 1933, 1935, 1939 |
| X Sporting Club                       | 3       | -        | 1906, 1907, 1908 |
| Racing Club de Madrid                 | 2       | 4        | 1915, 1919 |
| Unión Deportiva Mahón                 | 2       | 3        | 1926, 1928 |
| Combinado de Las Palmas               | 2       | 3        | 1936, 1941 |
| Club Español de Madrid                | 2       | 1        | 1904, 1909 |
| Real Betis Balompié                   | 1       | 14       | 1928 |
| Club Esportiu Europa                  | 1       | 6        | 1923 |
| Centre d'Esports Sabadell Futbol Club | 1       | 3        | 1934 |
| Sociedad Real Unión Deportiva         | 1       | 2        | 1927 |
| Real Valladolid Club de Fútbol        | 1       | 2        | 1931 |
| Español Foot-Ball Club                | 1       | 1        | 1916 |
| Club Deportivo Español                | 1       | 1        | 1925 |
| Unión Sporting Club                   | 1       | 1        | 1935 |
| Club Lemos                            | 1       | 1        | 1936 |
| Real Unión de Tenerife                | 1       | 1        | 1977 |
| Club Deportivo Gran Canaria           | 1       | -        | 1919 |
| Unión Deportiva Salamanca             | 1       | -        | 1924 |
| Santa Catalina Club de Fútbol         | 1       | -        | 1924 |
| Deportivo Alavés                      | 1       | -        | 1930 |
| Club Deportivo Constancia             | 1       | -        | 1935 |
| Hespérides Fútbol Club                | 1       | -        | 1972 |
| Club Deportivo Puerto Cruz            | 1       | -        | 1975 |
| Toscal Club de Fútbol                 | 1       | -        | 1976 |

| \| Equipo \| Subcamp. \| (Años de los subcampeonatos) \| \| --------------------------------- \| -------- \| ---------------------------- \| \| Iberia Fútbol Club \| 4 \| 1927, 1928, 1943, 1945 \| \| Foot-Ball Club Internacional \| 3 \| 1904, 1906, 1914 \| \| Unión Deportivo Racing \| 3 \| 1919, 1921, 1922 \| \| Real Hespérides Club de Fútbol \| 3 \| 1947, 1948, 1949 \| \| Moncloa Football Club \| 2 \| 1904, 1905 \| \| Club Fortuna \| 2 \| 1926, 1927 \| \| Club Deportivo Ciudadela \| 2 \| 1935, 1936 \| \| Real Artesano Club de Fútbol \| 2 \| 1975, 1976 \| \| Club Internacional de Madrid \| 1 \| 1906 \| \| Catalá Foot-Ball Club \| 1 \| 1911 \| \| Unió Esportiva Sant Andreu \| 1 \| 1913 \| \| Club Deportivo Porteño \| 1 \| 1916 \| \| Real Avilés Club de Fútbol[n. 63] \| 1 \| 1916 \| \| Academia de Caballería \| 1 \| 1924 \| \| Real Club Deportivo Oviedo \| 1 \| 1924 \| \| Club Deportivo Menorca \| 1 \| 1925 \| \| Unió Esportiva de Sants \| 1 \| 1926 \| \| Baleares Fútbol Club \| 1 \| 1928 \| \| Racing Club de Sama \| 1 \| 1928 \| \| Club Deportivo Nacional de Madrid \| 1 \| 1932 \| \| Xerez Club de Fútbol \| 1 \| 1936 \| \| Club de Fútbol Badalona \| 1 \| 1936 \| \| Club Esportiu Júpiter \| 1 \| 1938 \| \| Sportiva Ovetense \| 1 \| 1940 \| \| Girona Fútbol Club \| 1 \| 1940 \| \| Club Deportivo Price \| 1 \| 1944 \| \| Unión Deportiva Orotava \| 1 \| 1972 \| \| Club Deportivo Firgas \| 1 \| 1977 \| \| Real Zaragoza \| 1 \| \| |          |                              |
| Equipo | Subcamp. | (Años de los subcampeonatos) |
| Iberia Fútbol Club | 4        | 1927, 1928, 1943, 1945       |
| Foot-Ball Club Internacional | 3        | 1904, 1906, 1914             |
| Unión Deportivo Racing | 3        | 1919, 1921, 1922             |
| Real Hespérides Club de Fútbol | 3        | 1947, 1948, 1949             |
| Moncloa Football Club | 2        | 1904, 1905                   |
| Club Fortuna | 2        | 1926, 1927                   |
| Club Deportivo Ciudadela | 2        | 1935, 1936                   |
| Real Artesano Club de Fútbol | 2        | 1975, 1976                   |
| Club Internacional de Madrid | 1        | 1906                         |
| Catalá Foot-Ball Club | 1        | 1911                         |
| Unió Esportiva Sant Andreu | 1        | 1913                         |
| Club Deportivo Porteño | 1        | 1916                         |
| Real Avilés Club de Fútbol | 1        | 1916                         |
| Academia de Caballería | 1        | 1924                         |
| Real Club Deportivo Oviedo | 1        | 1924                         |
| Club Deportivo Menorca | 1        | 1925                         |
| Unió Esportiva de Sants | 1        | 1926                         |
| Baleares Fútbol Club | 1        | 1928                         |
| Racing Club de Sama | 1        | 1928                         |
| Club Deportivo Nacional de Madrid | 1        | 1932                         |
| Xerez Club de Fútbol | 1        | 1936                         |
| Club de Fútbol Badalona | 1        | 1936                         |
| Club Esportiu Júpiter | 1        | 1938                         |
| Sportiva Ovetense | 1        | 1940                         |
| Girona Fútbol Club | 1        | 1940                         |
| Club Deportivo Price | 1        | 1944                         |
| Unión Deportiva Orotava | 1        | 1972                         |
| Club Deportivo Firgas | 1        | 1977                         |
| Real Zaragoza | 1        |                              |